# Доіспанська Мексика
Доіспанська Мексика — період в історії країни до іспанського завоювання та колонізації, що відбувався в 1519—1521 роках. Варто уточнити, що Мексика — сучасна держава, кордони якої були встановлені в середині XIX ст. Тому мексиканська історія доіспанської ери — це історія народів, які жили на цій території, а не історія мексиканської держави в доколумбову еру.
Доіспанська історія Мексики починається з прибуття перших поселенців. Було висунуто багато гіпотез щодо заселення Америки, але найбільше визнання та підтверджуючі докази вказують на те, що люди проникли на континент через Берингію під час льодовикового періоду. Цю теорію підтверджують останні дослідження ДНК на основі гаплогруп Y-хромосоми (Y-ДНК) і гаплогруп мітохондріальної ДНК (мтДНК). Час, коли це сталося, є предметом суперечок між тими, хто захищає теорію раннього поселення та теорію пізнього поселення. У випадку з Мексикою деякі автори хотіли побачити докази, які підтверджують перше, наприклад, знахідки з Ель-Седраль (Сан-Луїс-Потосі), яким приписують 33 тисячі років.
Із прибуттям перших мешканців почався кам'яна доба, що відповідає палеоамериканському періоду, під час якого людські групи були кочовими, виживали за рахунок збирання, полювання та рибальства та мали технологію каменю, яка постійно вдосконалювалася протягом тисячоліть. Винахід молкахете, метате та інших інструментів, пов'язаних із використанням насіння, датується цим часом; а також розробка крем'яної та обсидіанової зброї, серед яких вирізняються наконечники Кловіса, які завдяки своїй ефективності стали великим технологічним прогресом.
Взаємодія різних екологічних, соціальних і культурних факторів була одним із елементів, які брали участь у диверсифікації корінних суспільств, які жили на території сучасної Мексики. Фундаментальною віхою в цьому процесі було відкриття сільського господарства, яке відбулося між 8000 і 2000 рр. до н. е. Одомашнення різних овочів, таких як гарбуз (Cucurbita sp.), кукурудза (Zea mays), квасоля (Phaseolus vulgaris) і перець чилі (Capsicum annuum), серед інших, передбачувані умови, які призвели до осілості людини на півдні сучасні території Мексики та Центральної Америки.
Відповідно до припущень деяких антропологів і археологів, таких як Джуліан Стюард і Пол Кірхгоф, доіспанські суспільства Мексики є частиною трьох великих культурних областей. На півночі Мексики, приблизно до лінії тропіка Рака, існували кочові народи, організовані в менш складні соціальні утворення. Ця велика культурна територія називається Арідоамерика і тягнеться до Сполучених Штатів через територію Техасу, Скелястих гір і Каліфорнії. Свідчень про цих людей небагато, але в жодному разі не можна вважати, що їм бракувало культури.
На півдні Мексики і на північному заході Центральної Америки розвивалася мезоамериканська цивілізація. Мезоамерика була етнічною та мовною мозаїкою, що складалася з народів, які мали спільні культурні риси, зокрема державотворення, монументальну архітектуру, писемність, використання цивільних і ритуальних календарів та економіку, засновану на землеробстві кукурудзи. Мезоамериканські культури є найвідомішими в доіспанській Мексиці, оскільки археологічні докази їхнього розвитку досліджувалися більш інтенсивно, ніж у випадку інших територій. Винахід кераміки, який стався приблизно в 2500 році до нашої ери, зазвичай вважається початковою віхою в історії Мезоамерики. Іспанське завоювання та колонізація ознаменували кінець цієї цивілізації, і відтоді народи Мезоамерики зазнали процесу акультурації, який триває й сьогодні.
Оазисамерика — це третя культурна супертериторія Мексики, яка утворилася в результаті прогресивної осілості деяких посушливих американських народів на північному заході Мексики та Великого басейну на південному заході Сполучених Штатів. Народи оазисно-американського регіону мали дуже інтенсивні стосунки з Мезоамерикою з дуже давніх часів, але це було близько VII ст. н. е., коли були створені осілі громади та складна соціальна організація, яка їх характеризувала. Американці Оазису також були землеробськими народами, але вони одомашнили лише кілька культур, серед яких квасоля тепарі (Phaseolus acutifolius). Поєднання несприятливих факторів навколишнього середовища та соціальної кризи призвело до загибелі американських цивілізацій Оазису, у деяких випадках ще до приходу іспанців.
Історія суспільств, які жили в доіспанській Мексиці, в основному відома з археологічних досліджень з кількох причин. По-перше, тому що не всі люди мали розвинену писемність, яка є однією з особливостей, яка відрізняє Мезоамерику від решти американських культур і цивілізацій. По-друге, тому що, коли відновився інтерес до його писемних пам'яток — пам'ятників, стел, кодексів, кераміки — спосіб їх читання був забутий, тож нам довелося чекати прогресу в галузі археології, історіографії та лінгвістики, щоб мати можливість тлумачити їх. Нарешті, тому що багато документів корінного населення було знищено в перші десятиліття після завоювання.
До мізерних документальних записів і археологічних відкриттів додаються документи, написані після завоювання. Ці записи включають хроніки завойовників і євангелістів, дослідження, проведені деякими священнослужителями з інформацією від людей, які жили в доколумбові часи, роботи корінних авторів, які навчилися писати латинським алфавітом, та історичні кодекси деяких корінних громад вимагали законного володіння своїми землями від короля Іспанії.

## Кам'яна доба

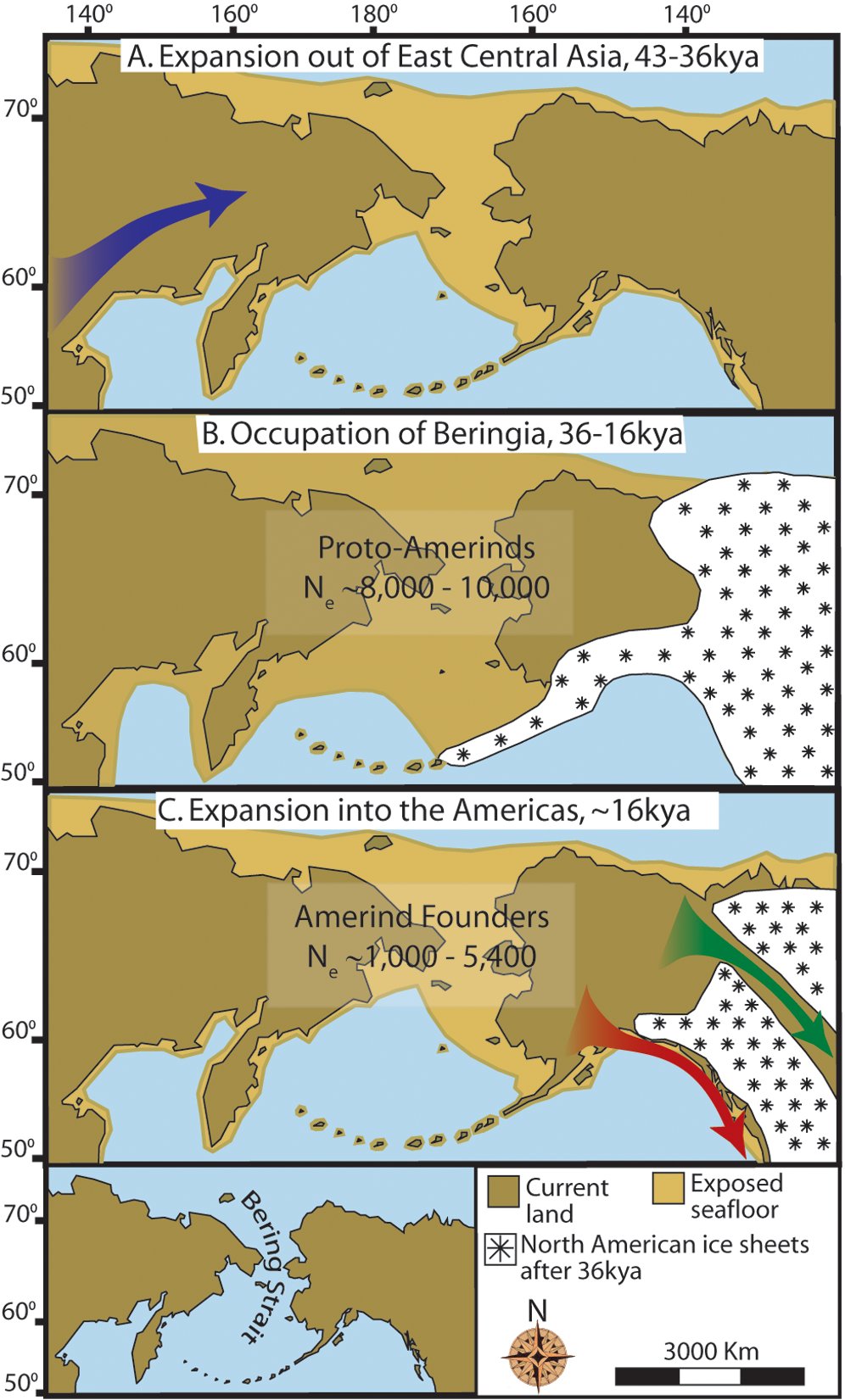
Можливі шляхи міграції з Берингії до Америки, згідно з гіпотезою пізнього розселення.

### Населення Америки
Історія Мексики починається з прибуття перших людей на територію, яка зараз відповідає цій національній державі. Час цього та історичні процеси, що послідували, є предметом дискусії. Порівняно з іншими періодами доіспанської історії країни, фази, які передували сидячим суспільствам Мезоамерики, були мало досліджені, що деякі автори пояснюють тим фактом, що мексиканська археологія розвивалася в рамках дуже тісного зв’язку з пост- революційна держава - —  від початку зосереджувалася на дослідженні територій пам'яток архітектури. З цієї причини даних і археологічних свідчень, що відповідають тим рокам, мало, і всі вони є джерелом суперечок.

#### Невизначеність походження американських індіанців
Заселення Мексики нерозривно пов'язане із заселенням Америки, про що також продовжують активно дискутувати фахівці. Пропозиції щодо походження індіанських народів поділяються на дві великі категорії. Гіпотеза Кловіса або теорія пізнього поселення має найбільше визнання, оскільки вона має найбільше підтверджуючих доказів і найменше заперечень щодо її датування. Теорія пізнього заселення була сформульована фахівцями з американських університетів і в основному вказує на те, що люди прибули до Америки через Берингію близько 13 500 років до нашої ери. Деякі групи продовжували розвивати культуру Кловіс — найбільш символічним маркером якої є однойменна точка, названа на згадку про однойменне місце в Нью-Мексико — і стала джерелом усіх наступних місцевих кам'яних виробництв.
Подальше відкриття більш давніх доказів присутності людини в Америці викликало суперечки з прихильниками гіпотези Кловіса. З точки зору цих спеціалістів, заселення Америки було процесом набагато більш глибокої давнини, як показують відкриття в місцях у Південній Америці, таких як Педра Фурада (Бразилія) і Монте-Верде (Чилі), яким його приписували. приблизний вік 32 000 і 40 000 років. Випадок Монте-Верде, якому найконсервативніше датування дає 14 років 500 років і чиї матеріали не мають жодної схожості з культурою Кловіса, послугував незаперечною підтримкою теорії пізнього поселення, основи якої передували відкриттям у Чилі, і відкрив двері для серйозного розгляду міграційних маршрутів, крім Берингійського мосту.
Берингійський міграційний шлях є беззаперечним, хоча час проходження людей ним є предметом дискусій. Ця теорія підтверджується не лише археологічними матеріалами, а й генетичними та, ймовірно, лінгвістичними даними. Хоча було запропоновано, що корінні народи Америки є продуктом міграцій, які відбувалися в різні часи історії, робота Луїджі Каваллі-Сфорца та інших генетиків дозволила нам продемонструвати, що принаймні три основні міграційні рухи відбулися з Азії в Америку. Найдавніший відповідає індіанцям, які становлять найбільшу групу корінних народів Америки. Витоки цієї групи, ймовірно, розташовані в. Друга хвиля відповідає народам, що розмовляють мовою на-дене, які оселилися переважно в субарктичному регіоні Канади та прибули під час пізніших міграцій на нинішню територію Мексики, де вони вимерли з ХІХ ст. Досягнення в лінгвістиці свідчать про зв'язок між народами мови на-дене та єнісейцями центрального Сибіру, але цей можливий зв'язок все ще потребує додаткових доказів, перш ніж вважатиметься повністю продемонстрованим. Останньою азіатською міграцією були ескімоси, які заселяли узбережжя Аляски та Північного Льодовитого океану.
Інші пропоновані шляхи прибуття людей до Америки базуються на археологічних доказах або припущеннях із наявних знахідок. Солютрейська гіпотеза розглядає формальний зв'язок між технологіями каменю культури Кловіса та європейською технологією солютрейського періоду (22 000 — 17 000 до н. е.). Однак немає послідовних доказів можливості такого раннього контакту між Європою та Америкою, тому ця пропозиція вважається відхиленою. Інша гіпотеза стверджує, що міграція до Південної Америки з Полінезії могла бути можливою, що підтверджується схожістю між деякими словами в андських і малайсько-полінезійських мовах і відкриттям доколумбових залишків курей у Чилі. Хоча ці гіпотези не виключають одна одну і можуть доповнювати широко продемонстрований Берингійський маршрут, вони все ще потребують подальшого дослідження.

#### Населення Мексики
У випадку давнини людей у Мексиці довідковою роботою є дослідження Хосе Луїса Лоренцо. У 1967 році він опублікував The Lithic Stage in Mexico, текст, у якому він пропонує реконструкцію найдавнішої історії країни на основі певних археологічних знахідок, які на той час вважалися хорошими, але викликали суперечки. Згідно з Лоренцо, кам'яна доба починається приблизно в 35 000 до н. е., з прибуттям перших людей до Мексики. Найдавніші ознаки цієї присутності, розглянуті автором, відповідають Ель-Седралу, де були знайдені останки колумбійських мамонтів (Equus sp.), які мають ознаки проковтування людьми. Залишки належать до кількох різних археологічних горизонтів, найдавніший із яких датовано радіовуглецем між 30 000 і 21 000 до н. е. і останній між 10 000 і 8000 до н. е. Інші місця, які Лоренцо розглядав як підтримку своєї пропозиції, це Печера диявола (Тамауліпас), Теопіска (Чіапас) і Санта-Лусія і Тлапакойя (штат Мехіко).
Пропозиція Хосе Луїса Лоренсо продовжує залишатися основою, на якій написана найдавніша історія Мексики. Це було розглянуто в інших основних довідкових роботах, таких як Загальна історія Мексики, координатором якої є Даніель Косіо Вільєгас; або в Корінному минулому Альфредо Лопеса Остіна та Леонардо Лопеса Лухана. Деякі автори, такі як Крістіан Дюверже, критикували надзвичайну давність, яку мексиканські археологи надали свідченням процесу заселення Мексики, і стверджували, що це спекуляції, які підкоряються ідеологічним потребам, а не конкретним даним. Дюверже є прихильником першої позиції Кловіса, і тому стверджує, що не існувало жодних фізичних умов, які могли б дозволити прибуття людей в Америку до 13 500 до н. е. З іншого боку, інші автори, які так само критично ставляться до роботи Лоренцо, стверджують, що, враховуючи нові відкриття в Південній Америці, не слід виключати можливість того, що Мексика була заселена до 12 000 до нашої ери, хоча для підтвердження цього потрібно багато досліджень і досліджень, знайти археологічні докази, які підтверджують це питання.
У цьому сенсі найстаріший доказ, який не викликає суперечок — частково тому, що він не є доказом проти теорії пізнього заселення, яка переважає в палеоантропології Америки — датується до 12 000 років до нашої ери. Серед них мамонти Сан-Мігель Токуїла, що датуються 11 000 до н. е., і останки Тлапакойя XVIII, датовані приблизно роком 10 000 до н. е.

### Періоди кам'яної доби

Археолітичні пам'ятки в Мексиці.

Археологічні пам'ятки нижнього ценоліту в Мексиці.

Археологічні пам'ятки верхнього ценоліту в Мексиці.

Кам'яна доба називається так тому, що це був час, коли були розвинені промислові підприємства, які дозволили виготовляти кам'яні знаряддя, за допомогою яких люди використовували ресурси, доступні під час пошуку їжі, полювання та риболовлі. Це не означає, що камінь був єдиним матеріалом, який знали ці групи людей, а радше те, що він найкраще протистояв плину часу і про що є більше доказів. Період починається з приходом людей у Мексику та приблизно завершується відкриттям кераміки та диверсифікацією між культурами Мезоамерики та Аридної Америки.
Згідно з роботою Хосе Луїса Лоренцо, мексиканський літичний етап поділяється на три великі періоди: археоліт, сеноліт і протонеоліт. Перший з них відповідає часу до 14 000 р. до н.е., коли датовано більшість суперечливих знахідок до Хлодвіга на території Мексики. Інші два періоди мають більше свідчень та інформації, але в цілому, як було сказано раніше, дуже мало відомо про цей великий період мексиканської історії.

#### Археоліт
Два з місць, розкопаних Лореною Мірамбелл на пагорбі Тлапакойя, містять матеріали, датовані до 13 000 років до н.е. У Тлапакойя I були знайдені залишки багаття, пов'язані з листям обсидіану та іншими каменями. Залишки цього багаття були датовані 24 000 ± 4000 років до нашої ери. У другій траншеї цього місця були знайдені залишки кісток і залишки інших багать, датовані 21700 ±500 р. до н.е.; а також залишки фауни, вимерлої понад 22 тис. років тому. У Тлапакойя II був знайдений стовбур дерева з листом обсидіану. Дерево було датовано 23 150 ±950 роками до нашої ери. Інші археологи не бажають вважати знахідки Тлапакойя достовірними та пояснюють зв’язок вогнища та його круглої форми, обсидіану та органічних залишків із факторами навколишнього середовища, такими як дії інших тварин, механізми ґрунту та водні потоки в це місце, яке було на березі озера Чалько. Однак також неправдоподібно, що всі ці елементи знаходяться в одному контексті через некультурні фактори..

#### Ценоліт

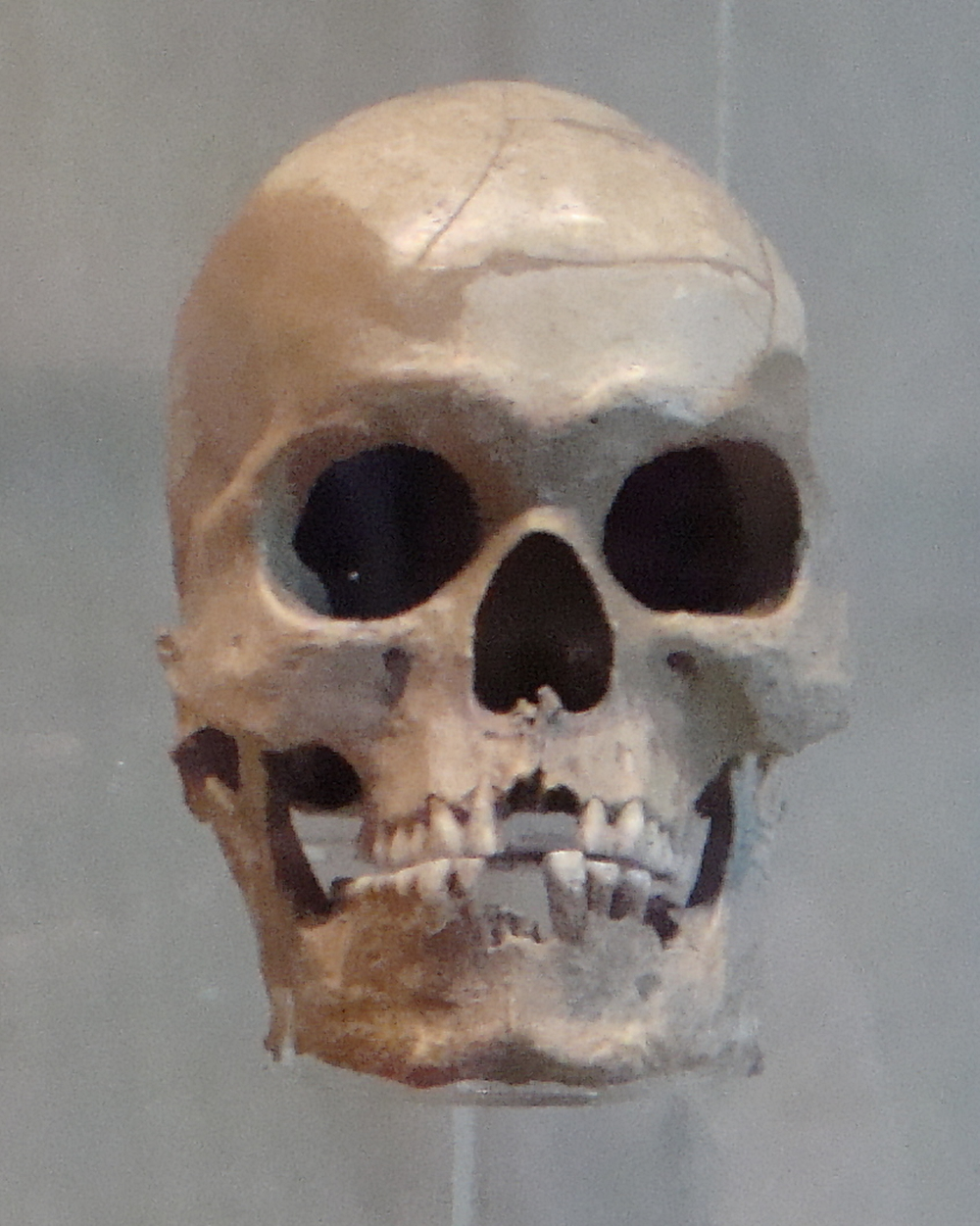
Череп із печери Коксатлан.

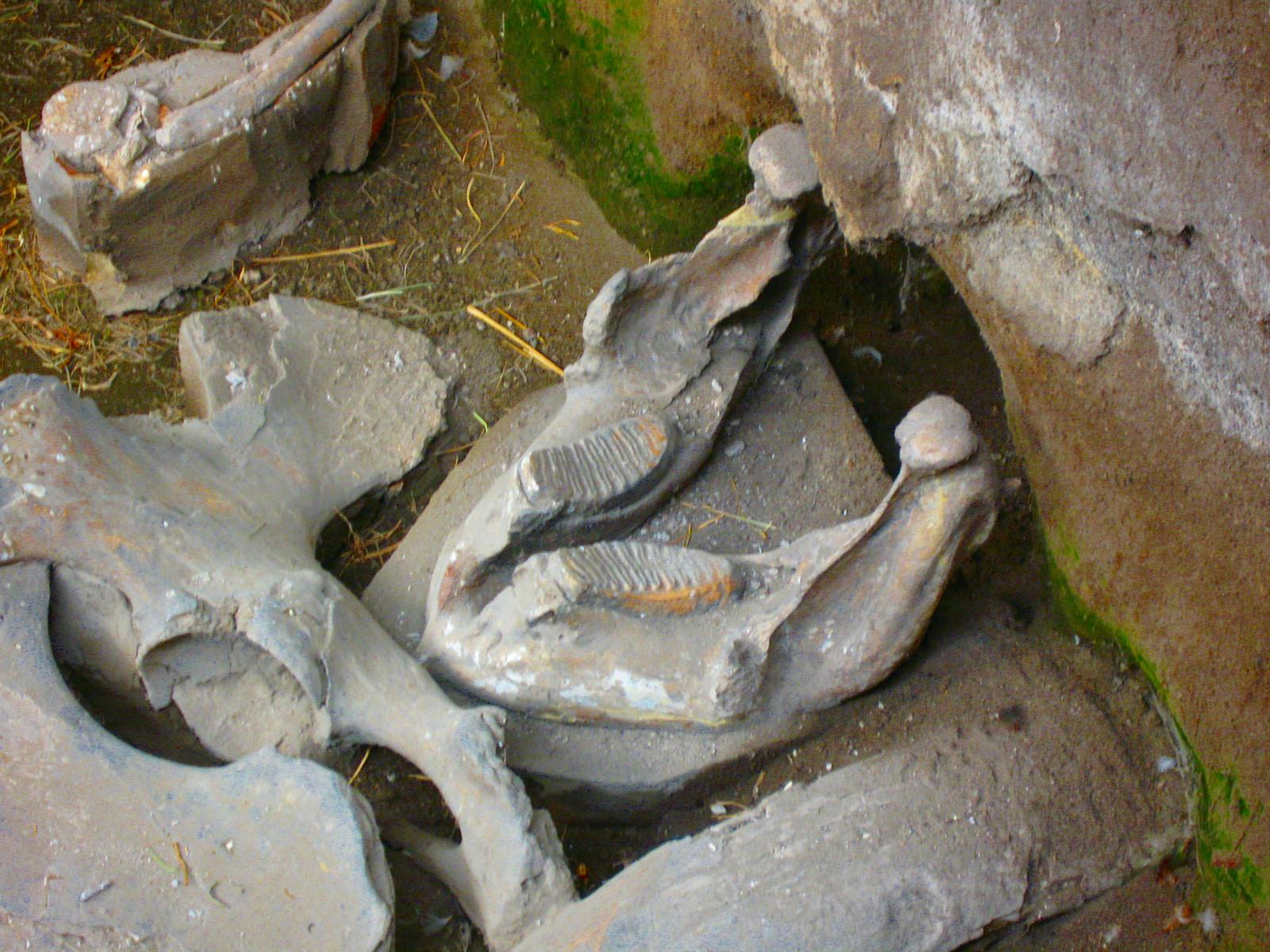
Щелепа колумбійського мамонта в Сан-Мігель Токуїла.

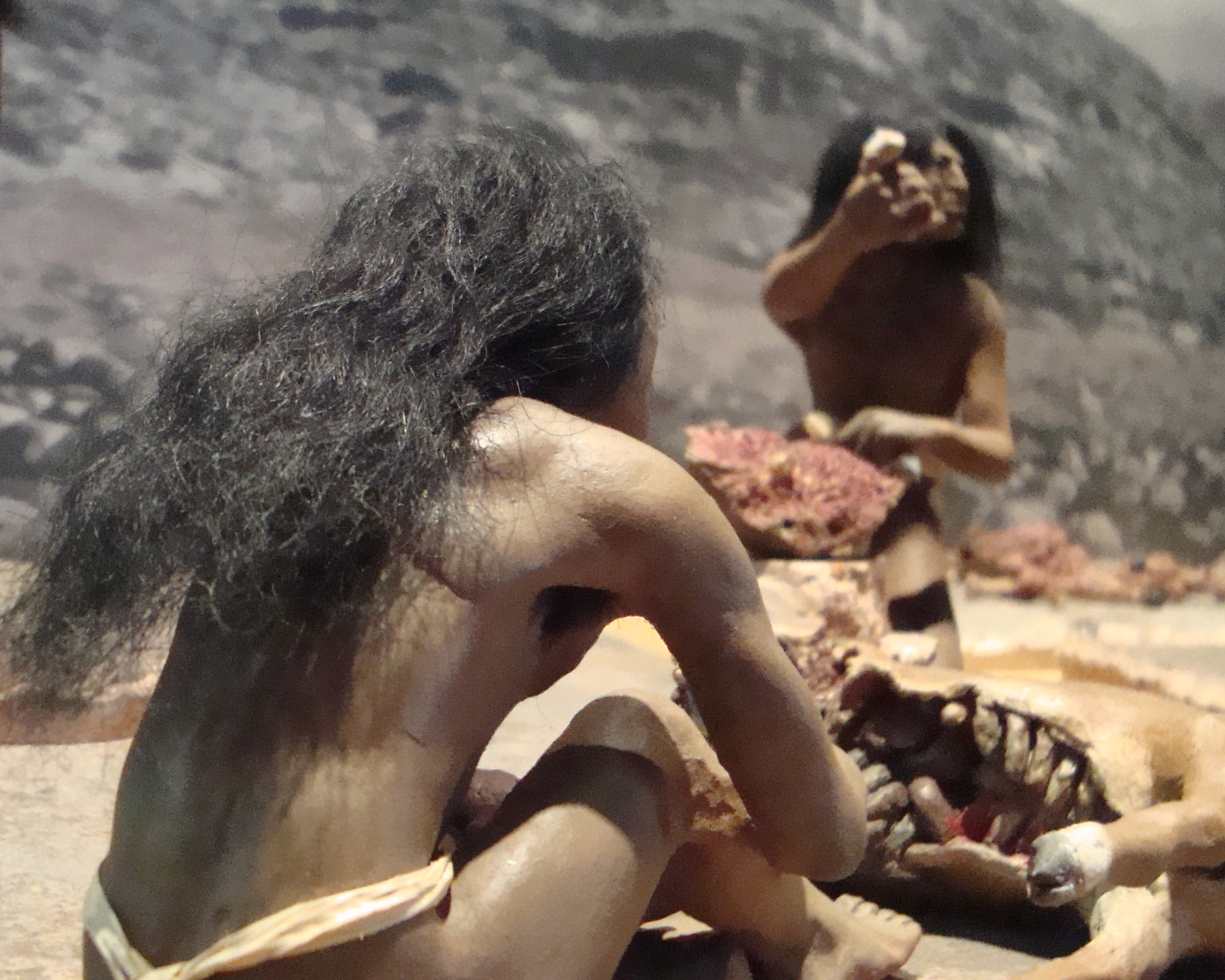
Відтворення життя в Тлапакойя під час ценоліту

Ценоліт починається приблизно в 14 000 до н. е. (12 тисячоліття до нашої ери). На відміну від археологічних пам'яток, що відповідають археоліту, місця ценолітичного періоду представляють залишки літичних наконечників, які будуть розвиватися з часом дуже повільно. Найбільш репрезентативними на початку цього періоду є точки Кловіса, які отримали свою назву від місця розташування в Нью-Мексико, але насправді присутні на більшій частині Північної Америки. Період поділяється на дві фази: нижній ценоліт, який охоплює 14 000-9000 до н. е. (12-7 тис. до н. е.) і верхній ценоліт, з 9000 по 7000 рік до н. е. (7-5 тис. до н. е.).
Перехід між археолітом і ценолітом ознаменований впровадженням нових прийомів виготовлення знарядь праці. У той час як в археоліті їх виробляли ударами каменю об камінь, у ценоліті було введено удари м'якшими дерев'яними та кам'яними предметами, різьблення та застосування тиску, що дозволяло обробити основу на дрібні відколи для отримання гостріших країв тонше. В результаті цих технологічних інновацій репертуар інструментів, доступних у палеоамериканських культурах, значно розширився, включаючи скребки, ножі та наконечники снарядів. Докази переходу до ценоліту були знайдені в деяких місцях, таких як Ель-Рієго та Коксатлан у Пуеблі; Гіла Накіц в Оахаці; Окампо в штаті Тамауліпас і печера Еспантоса в Коауїла.
Одними з найбільш репрезентативних літичних традицій цього періоду є культура Кловіса та традиції Фолсома та Лерма, до яких пізніше була додана традиція Пайджан. Культура Кловіс — також відома як рівнинна культура — це технологічний комплекс, який, очевидно, виник на південному заході Сполучених Штатів. Він поширився в нижньому ценоліті по широкому регіону Північної та Центральної Америки. У Мексиці велика концентрація місць, що відповідають цій традиції, знаходиться на північному заході, хоча є й більш південні місця, такі як Сан-Хуан-Чаусінго (Тлакскала).
У нижньому ценоліті групи кочівників населяли територію Мексики, живучи в основному полюванням, про що свідчить велика кількість наконечників, датованих цією епохою. Ці групи спеціалізувалися на полюванні на дрібніші види; очевидно, плейстоценову мегафауну використовували лише тоді, коли вона вже була мертва або в ситуаціях високої вразливості. У той час серед овочів, які використовували люди, вже були дикі предки кукурудзи та авокадо.
Різноманітні зміни в технології та інших елементах матеріальної культури, пов'язані з масовим вимиранням мегафауни наприкінці плейстоцену, знаменують перехід до верхнього ценоліту, який охоплює приблизно 7000–5000 роки нашої ери. Зникнення видів тварин, які мали значення для виживання людини в той час, не було раптовим процесом, а результатом глобальної зміни клімату та полювання. У Північній Америці зникли такі види, як колумбійський мамонт, лінивець, мастодонт, коні та верблюди. Ця ситуація спонукала до зміни способів виживання і, отже, до модифікації технології та матеріальної культури.
Основу господарства палеоамериканців у верхньому ценоліті складало полювання на незначні види тварин. На узбережжі посилився видобуток молюсків, ракоподібних та інших морських видів. Існують помітні свідчення цих дієтичних практик на узбережжі Чіапас, що відповідає традиціям тихоокеанського узбережжя; і на півострові Каліфорнія, де розвинулася культура Лас-Пальмас. У внутрішніх районах країни посилилося полювання на дрібні види, які вже були важливими в попередні періоди. Однак з часом збирання врожаю стало переважати, особливо таких видів, як мескіт (Prosopis juliflora) з високим вмістом борошна, та інших трав, які були включені як важлива частина раціону.
З цієї причини господарство було переорієнтовано на збиральництво та полювання на дрібну дичину. Наслідком цієї зміни способу існування стало розвиток технологій переробки овочів. Деякі інструменти, винайдені у верхньому ценоліті, такі як молчахете та зернотерка, використовуються в Мексиці повсякденно.

#### Протонеоліт або протоземлеробство.

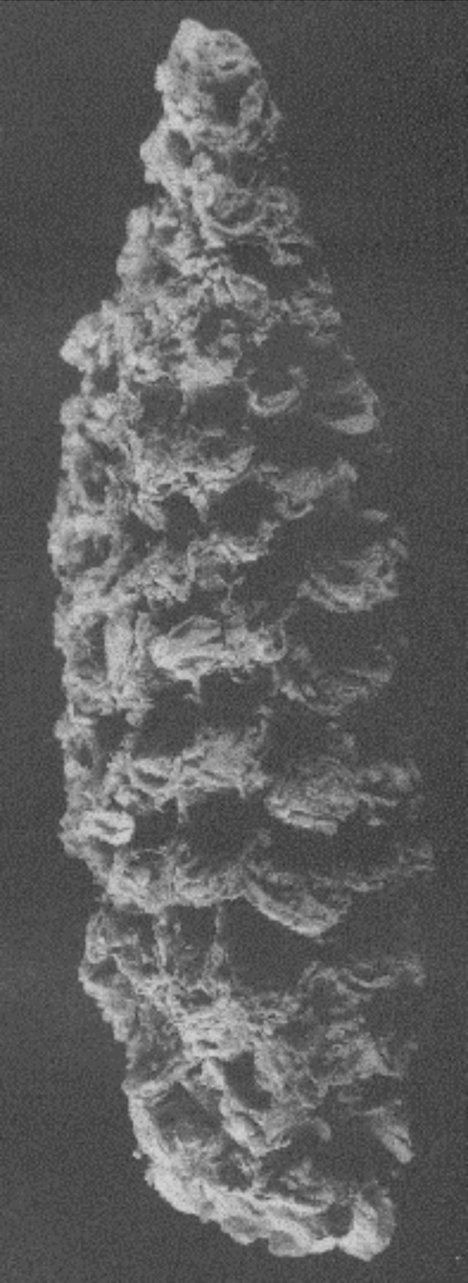
Викопна кукурудза

Протонеоліт: він переплітається в часі з попереднім періодом, оскільки датується з 5000 р. до 2500 р. до. н. е., і пов'язаний з розвитком початкового сільського господарства в деяких районах Мексики, особливо в долині Теуакан, західній частині Халіско та регіоні Куенка-дель-Бальсас, де деякі автори вважають, що відбулося одомашнення кукурудзи. Ця технологічна революція привела до розробки нових інструментів із кращим оздобленням порівняно з попередніми завдяки більшому володінню технікою різьблення по каменю. Протягом цього періоду сільське господарство потроху стане основним засобом існування для Мезоамериканського регіону, за допомогою якого доколумбова історія Мексики буде йти різними шляхами між Мезоамерикою та Посушливою Америкою.

### Відкриття землеробства
Причини переходу між суспільствами мисливців-збирачів і осілими сільськогосподарськими суспільствами не були точно встановлені. Деякі автори зазначають, що це, ймовірно, сталося через нездатність економічної системи прямого привласнення природних ресурсів підтримувати зростання населення. Проте жодних доказів значного демографічного зростання на початку протонеоліту не знайдено.
Відомо лише те, що в певних регіонах майбутньої Мезоамерики, навіть у пустелі Тамауліпас, були розташовані точки людської окупації, що тривала тисячоліттями; деякі з них пов’язані з розвитком певних культур. Таким чином, відкриття сільського господарства в Мексиці повинно було відбутися в кількох ядрах, з яких воно поширилося в інші регіони.
Найдавнішими зерновими культурами в Мексиці, мабуть, були гарбуз і кабачки, найдавніші залишки яких датуються кінцем верхнього сенолітичного періоду. Пізніше були одомашнені боби, кукурудза, магуї, кактус, маніок, помідори, авокадо, амарант, чилі, сапоте, слива та бавовна. Особливе значення має землеробство кукурудзи — основа мезоамериканської цивілізації. Нове датування останків, знайдених у Коксатлані та Лас-Абехасі в долині Теуакан, дає дату 3000 року до. н. е., під час якого відбулося покоління виду Zea mays від Zea mexicana (teocintle), який мав місце в басейні Мексики. Однак не можна забувати про суперечку про походження кукурудзи, якій деякі дослідники приписують андське походження. Деякі археологічні залишки, знайдені в долині Мехіко, свідчать про те, що ще в 7000 р. до н. C. до 5000 р. до н. C., його давні мешканці змогли одомашнити деякі види їстівних рослин, такі як чилі, авокадо та гарбуз (вид Cucurbita Mixta). Існують припущення, що невеликі групи в кілька десятків людей проводили сільськогосподарські роботи, утримували землю вільною від кущів, доглядали за ростом і приділяли необхідну увагу рослинам для отримання плодів. Ця діяльність призвела до того, що ці рослини більше не могли розмножуватися самостійно.
Під час етапу, відомого як протонеолітичний горизонт (5000 до н. е. до 2500 р. до н. е.), інші види були одомашнені, такі як гарбуз, квасоля, білий сапот, чорний сапот і кукурудза, усі вони мають велике значення для мешканців долини з Мексики. Зокрема, кукурудза (Zea mexicana), або теосинте, є результатом різноманітних маніпуляцій, які дозволяють отримати переваги нинішніх колосків до 20 сантиметрів. Наприкінці протонеоліту первісні групи мисливців стали землеробами і повинні були піклуватися про свій урожай.

## Арідоамерика

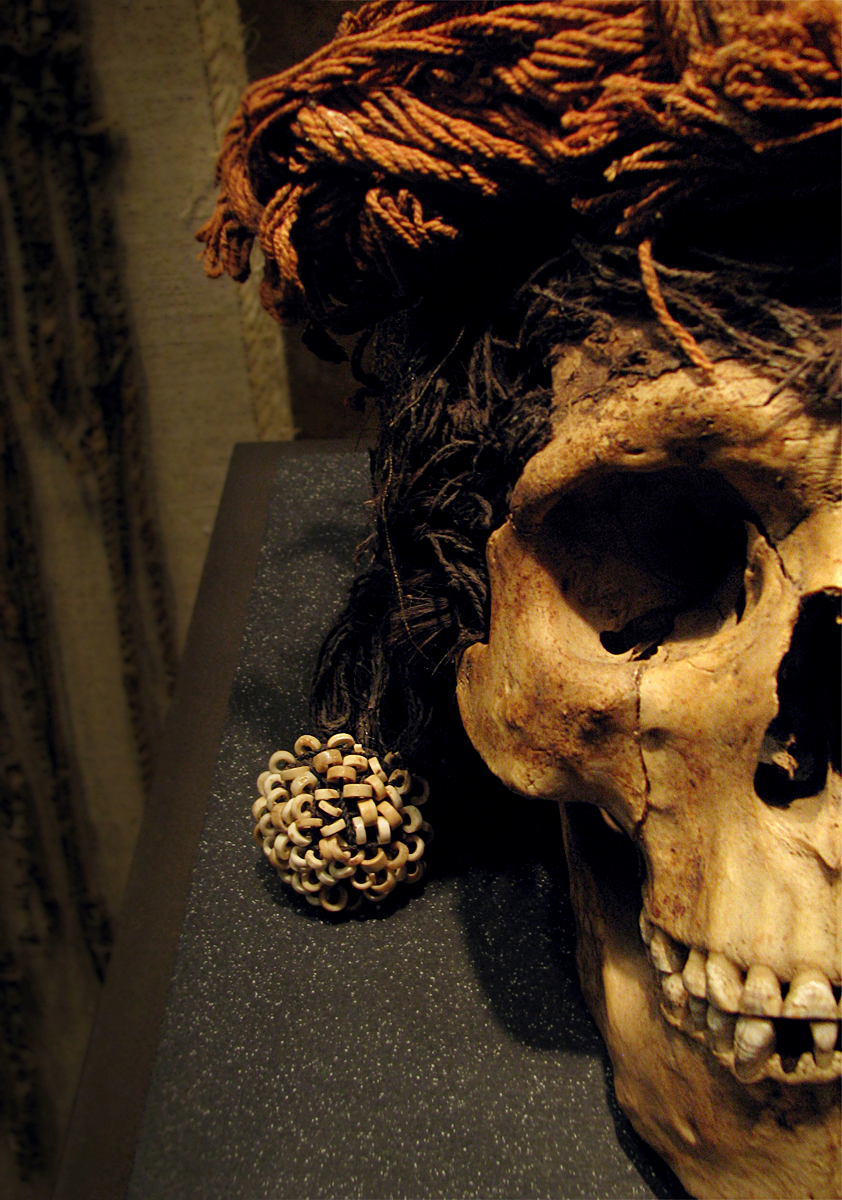
Деталь черепа з печери Канделарія.

Розвиток сільськогосподарських культур Мезоамерики розглядається як історична віха, яка знаменує відокремлення цієї надкультурної території від Посушливої Америки, населеної кочовими народами мисливців-збирачів. Це, як зазначено в попередньому розділі, сталося приблизно в 2500 році до н. е.
Першим цей термін використав Пол Кірхгоф у 1954 році. Щоб відрізнити арідоамериканців від інших сусідніх народів, таких як мезоамериканці та рівнинні індіанці, Кірхгофф виділив економічні характеристики (люди, присвячені збору овочів, які вони вторинно поєднували з полюванням) і моделі проживання (кочове населення), властиві супер район. Сюди також входили збиральницькі та рибальські міста, у яких було слабо розвинене сільське господарство (наприклад, міста в горах Тамауліпас).
Посушливий американський ландшафт надзвичайно різноманітний. Він простягається через рівнини, дуже круті гори, узбережжя та плато. Рослинність і тваринний світ однаково різноманітні. Це призвело до фрагментації культурних практик, спрямованих на ефективне використання наявних ресурсів. Таким чином, у той час як каліфорнійські індіанці мали деревину та інші лісові продукти, народи пустелі зазнавали труднощів у часи тривалої кризи, що змушувало їх навіть їсти землю чи кору, щоб вгамувати голод..
Кірхгофф також запропонував поділ Арідоамерики (яку деякі автори називають Великою Чіхімекою) на культурні області, щоб полегшити її вивчення. Кірхгофф виділяє такі регіони:
- Центральна і Південна Каліфорнія
- Великий басейн
- Північно-західна Аризона
- Південний Техас
- Апачерія
- Північна Оахака
- Нижня Каліфорнія
- Узбережжя Сонори

## Оазисамерика

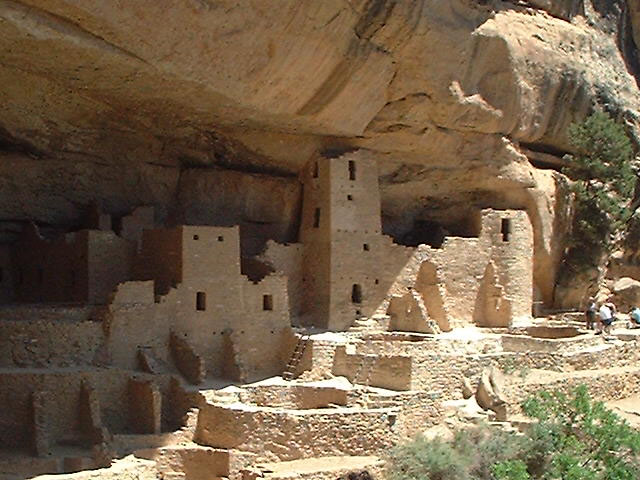
Стоянка Меса-Верде (Колорадо), що належить до культури анасазі. Анасазі — слово, яке мовою навахо означає предків. Передбачається, що нинішні індіанці пуебло були б нащадками носіїв цієї культури.

Оазисамерика була останньою з суперкультурних територій доколумбової Мексики, яка розвивалася. Це результат повільного процесу впровадження сільськогосподарської техніки їхніх південних сусідів, мезоамериканців. Про давність американського сільського господарства Оазису сперечаються, оскільки найстаріші докази, знайдені в печері кажанів, Нью-Мексико, здається, мають вік від 5000 до 3500 років.
Одним із факторів запізнілого розвитку сільського господарства в цьому регіоні є брак води. Насправді він народився в серці пустелі Посушливої Америки, на великих територіях Чіуауа і Сонори (Мексика), а також в Аризоні, Нью-Мексико, Неваді, Колорадо і Юті на південному заході Сполучених Штатів.
Тут проживало багато народів. Завдяки їхньому лінгвістичному походженню їх можна згрупувати в носіїв таракахіта, таноано, хокано та юто-науа. На основі цієї мовної різниці та певних культурних характеристик Кірхгофф встановив поділ на сім культурних областей. З прогресом археологічних досліджень в Оазисі Америки нині розглядається п'ять окремих районів: Фрімонт, Патайя, Анасазі, Хохокам і Могольйон. Із них найважливішими є три останніх, а два інших — периферійні та пізніші.

## Мезоамерика

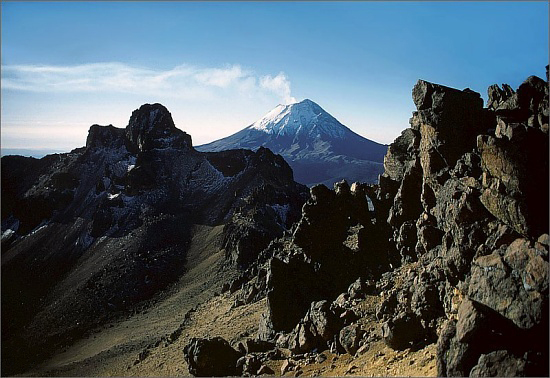
Вулкан Попокатепетль, Пуебла. Цей вулкан домінує над ландшафтом долини Мехіко, серця Мезоамериканського регіону та однієї з найвищих точок регіону.

Термін був запропонований Полом Кірхгофом, оскільки стародавні культури території сучасної Мексики неможливо вивчити за допомогою сучасного географічного підходу. Мексика як політичне утворення народилася в 1810 році з проголошенням незалежності. До приходу іспанців територія була поділена між понад сотнею міст, багато з яких уже вимерли. Незважаючи на політичну роздробленість, деякі автори (такі як сам Кірхгофф, Крістіан Дюверже, а до них Альфред Кребер) зазначали, що народи, які оселилися на південь від річок Фуерте та Пануко, мають спільний набір культурних практик, які їх об'єднували. Серед іншого, прожиття зерном, неолітична технологія, людські жертвоприношення для ритуальних цілей, будівництво церемоніальних центрів і загальна міфологія, вігезимальна нумерація та важливість підрахунку часу — все це елементи, які більшість авторів вважають частиною того, що Дюверже називає «загальний субстрат Мезоамерики». Існує широка згода щодо розташування Мезоамерики в південній частині Мексики (починаючи від річок Сіналоа і Моктесума-Пануко) і частини Центральної Америки, яка включає Гватемалу, Сальвадор і західну Нікарагуа, Гондурас і Коста-Ріку. Він не є статичним географічним утворенням протягом усього свого 4 тисячоліття існування. Її кордони, особливо північний, звужувалися або розширювалися протягом своєї історії та досягли максимальної межі в класичний період, із розвитком міст, пов'язаних з Теотіуаканом на центральній мексиканській рівнині.

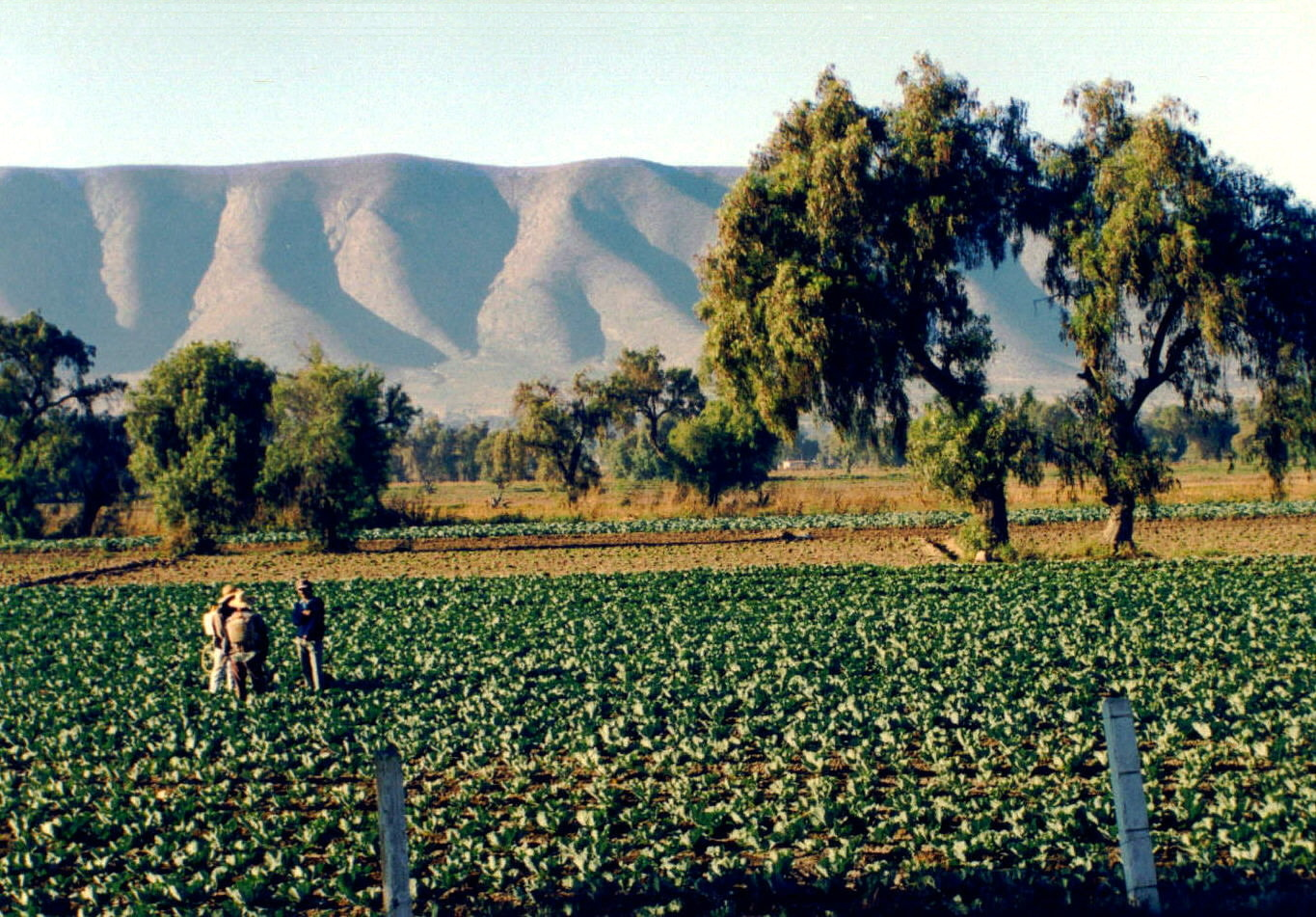
Долина Пуебла.

Таким чином, це територія з надзвичайно різноманітною географією, в якій північ більш-менш посушлива, а південь страждає від надмірних дощів. Рослинність і тваринний світ змінюються не тільки в залежності від широти, але і від змінної висоти різкої орографії території. Через кілька десятків кілометрів можна перейти від високогірного клімату до сухості центральних долин Пуебла і Мексики. У контексті екологічного різноманіття, описаного вище, розвивалися мезоамериканські культури. Хоча навколишнє середовище сприяло початковій диверсифікації перших мешканців Мезоамерики (які почали спеціалізуватися на певних видах господарської діяльності відповідно до наявних ресурсів середовища), народи були інтегровані в унікальний цивілізаційний процес, який набув регіональних особливостей. З цієї причини археологи поділяють Месоамерику (для аналітичних цілей) на такі культурні області:
- Герреро: Займає приблизно територію однойменного штату на півдні Мексики. Найдавніші залишки кераміки походять з цієї території, знаменуючи приблизний початок початку мезоамериканської цивілізації.
- Західна Мексика: Займає нинішні штати Мічоакан, Коліма, Сіналоа та Наярит, а також частину Халіско. Тут, серед інших, розвивалися культури Капача (найдавніша в Мезоамериці), традиція розстріляних гробниць і культура Тараска.
- Мексиканська затока: займає прибережну рівнину Мексиканської затоки та регіон, відомий у Мексиці як Ла-Уастека. Тут розвинулася культура ольмеків, найвпливовіший комплекс докласичного періоду, який вважається материнською культурою.

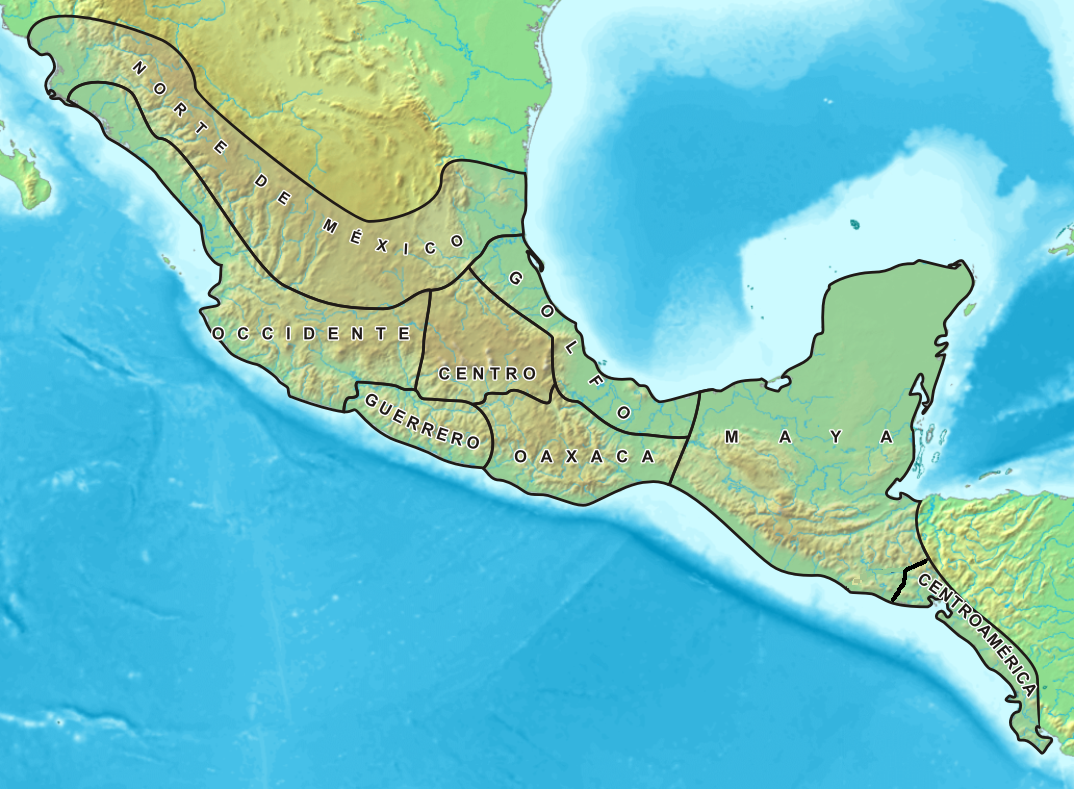
Карта культурних ареалів Мезоамерики.

- Центральна Мексика: займає долини Мексики, Пуебла-Тласкала, Толука, Теуакан, Морелос і Мескіталь, а також гори, які їх оточують. Це було ареною кількох відомих культур мексиканської давнини: Теотіуакан, Тольтек і Мексика.
- Оахака: у цьому районі гір і долин розвивалися дві культури, які безперервно розвивалися протягом тисячоліть: міштеків і сапотеків.
- Територія майя: займає півострів Юкатан і території Чіапас і східного Табаско в Мексиці, а також Гватемалу, Беліз і частину Сальвадору. Вона не потребує додаткових коментарів: це була сцена культури майя.
- Північна Мексика: це землі, розташовані на північ від річок Моктесума-Пануко, Лерма та Сіналоа. Це регіон, який був частиною Мезоамерики під час буму Теотіуакана. Після падіння цього міста його окупували мисливські народи посушливої Америки.
- Центральна Америка: це західні території Гондурасу, Нікарагуа, Коста-Рики та східного Сальвадору. На культури цього регіону вплинули мезоамериканські та чібча, і в деяких місцях його розташування в обох областях є проблематичним протягом докласичного та класичного періодів. Однак у посткласичний період він був повністю інтегрований у Мезоамерику завдяки міграціям Нікарао та Піпіл (Науа).

## Культурні горизонти Мезоамерики
Історія Мезоамерики поділяється на культурні горизонти або періоди. Назва може змінюватися залежно від авторів, з якими консультувалися, але в цілому прийнято поділ на три основні етапи, коротко зазначені в наступних розділах статті. Уточнюється, що дати завершення кожного з періодів також залежать від історичного розвитку кожної культури чи культурного ареалу.

### Хронологія
Хронологія великих мезоамериканських культурних груп від доколумбової ери (дати приблизні, і різні автори розходяться щодо них) до іспанського завоювання.

### Докласичний період (бл. 2500р.дон.е.— 300р. н.е.)
Початок докласичного періоду майже завжди визначається з найдавніших початків керамічного виробництва. Найдавніші з них були знайдені в Герреро, поблизу міста Пуерто Маркес, і, за оцінками, датуються 2440 роком до н. е.

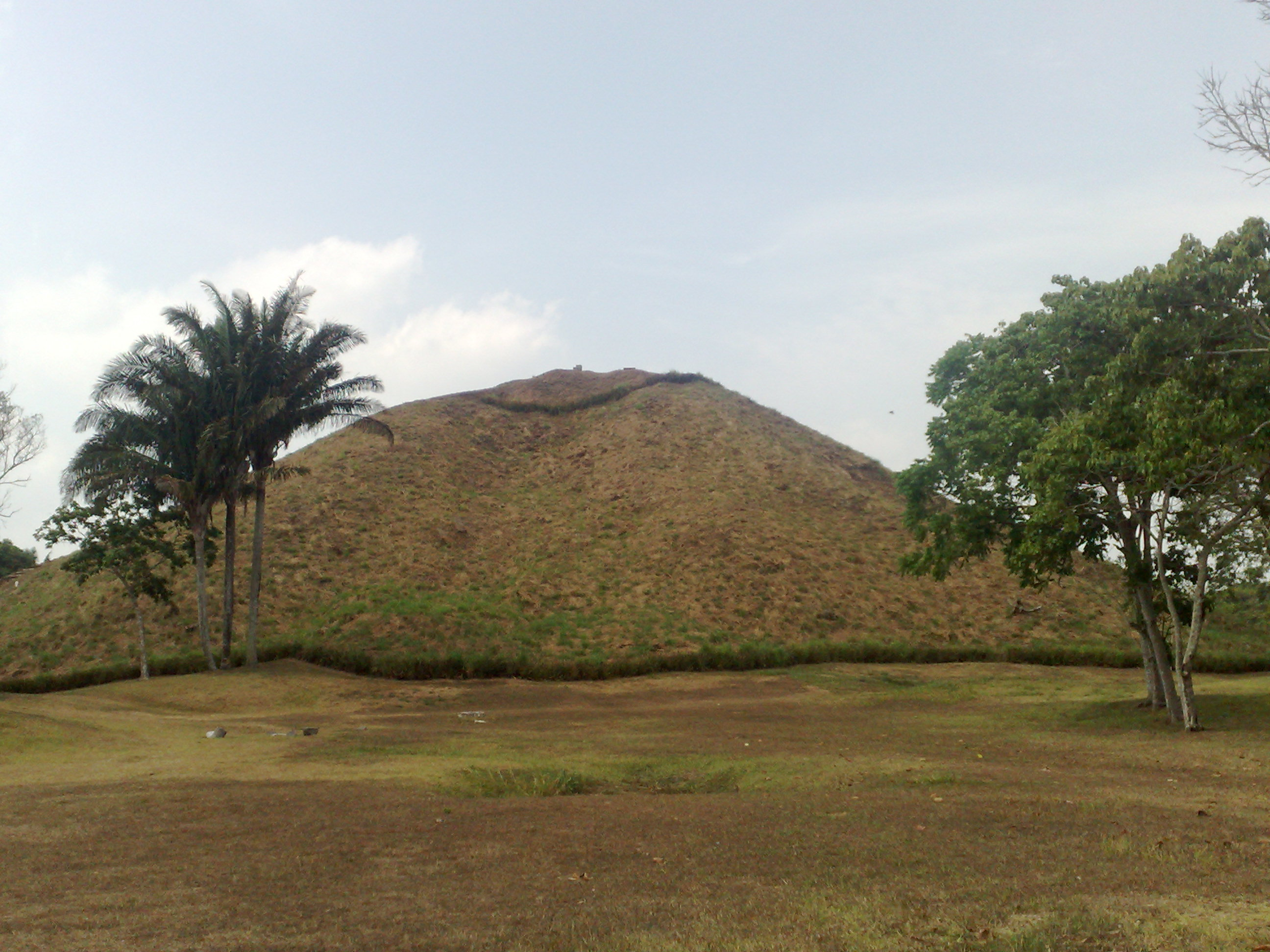
Піраміда Ла-Вента є найдавнішою в Мезоамериці.

Перші 1300 років цього періоду визначаються як ранній докласичний період . Це тривалий період, протягом якого повільно розвивалися характерні риси Мезоамерики. У цей час повністю закріплюються процеси осілості та ведення сільського господарства. Однак мезоамериканці раннього докласичного періоду були змушені доповнювати свою господарську діяльність риболовлею, збиральництвом і полюванням. Люди жили в маленьких селах із глинобитних будинків, з невеликою кількістю населення. Ближче до кінця цього горизонту деякі з них зросли в популяції і стали домінуючими, як Опеньйо на Заході; Тлатілько, Coapexco та Чалкацинго в центрі; і Сан-Хосе-Моготе в Оахаці.
Розвиток цих сіл вважається маркером початку середнього докласичного періоду (1200-400 рр. до н. е.). Сільське життя стало складнішим, і між домінуючим населенням були встановлені мережі міжрегіонального обміну. Завдяки цим мережам деякі великі села поширили свій вплив на дуже великі регіони Мезоамерики.
У цей період відбувається розвиток культури ольмеків, яка узагальнює всі культурні досягнення мезоамериканців того часу. Перші ознаки писемності та використання календарів походять від цієї культури. Вони, мабуть, мали дуже складну соціальну структуру, яка дозволяла їм розвивати свою монументальну скульптуру та архітектуру. Основними місцями цієї культури є Ла-Вента (Табаско), найважливіший центр цієї культури, який являє собою перший міський макет стародавньої Мексики, Трес-Сапотес і Сан-Лоренцо, розташовані на прибережній рівнині Мексиканської затоки. Докази їх також були знайдені в Теопантекуанітлан (Герреро) і в Чалкацінго (Морелос), і передбачається, що їхні стосунки з районами оахаки та майя сприяли культурному розвитку цих регіонів.
Занепад культури ольмеків породив пізній докласичний період (400 р до н. е. -150 н. е.). Це час культурної диверсифікації та асиміляції ольмекських елементів у культурних системах кожного міста. На цій основі почалося кілька найважливіших традицій Мезоамерики. Однак Куїкуїлько на півдні Мексиканської долини та Чупікуаро в Мічоакані були б найважливішими. Перший став найбільшим містом Месоамерики і головним церемоніальним центром Долини Мехіко; і підтримував стосунки з Чупікуаро. Занепад Куйкуїлько відбувається паралельно з появою Теотіуакана та завершується виверженням Ксітле (близько 150 р. н. е.), що спонукало до міграції його жителів на північ від долини Мехіко. Культура Чупікуаро відома насамперед своїм виробництвом кераміки, сліди якої були виявлені на великій території, розташованій між Бахіо та басейном озера.
Наприкінці докласичного періоду почалося планування міст, які стали символами Мезоамерики, таких як Монте-Албан і Теотіуакан.

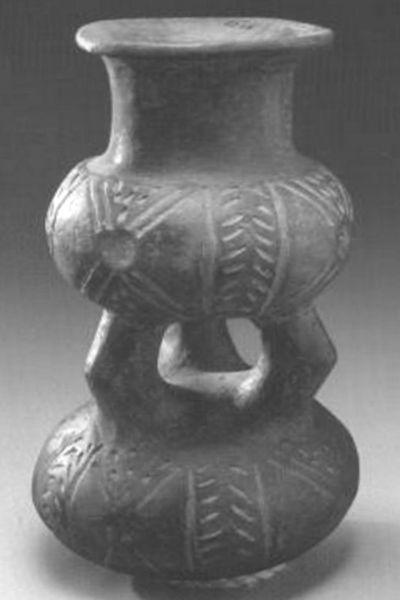
Посудина культури Капача (Коліма)
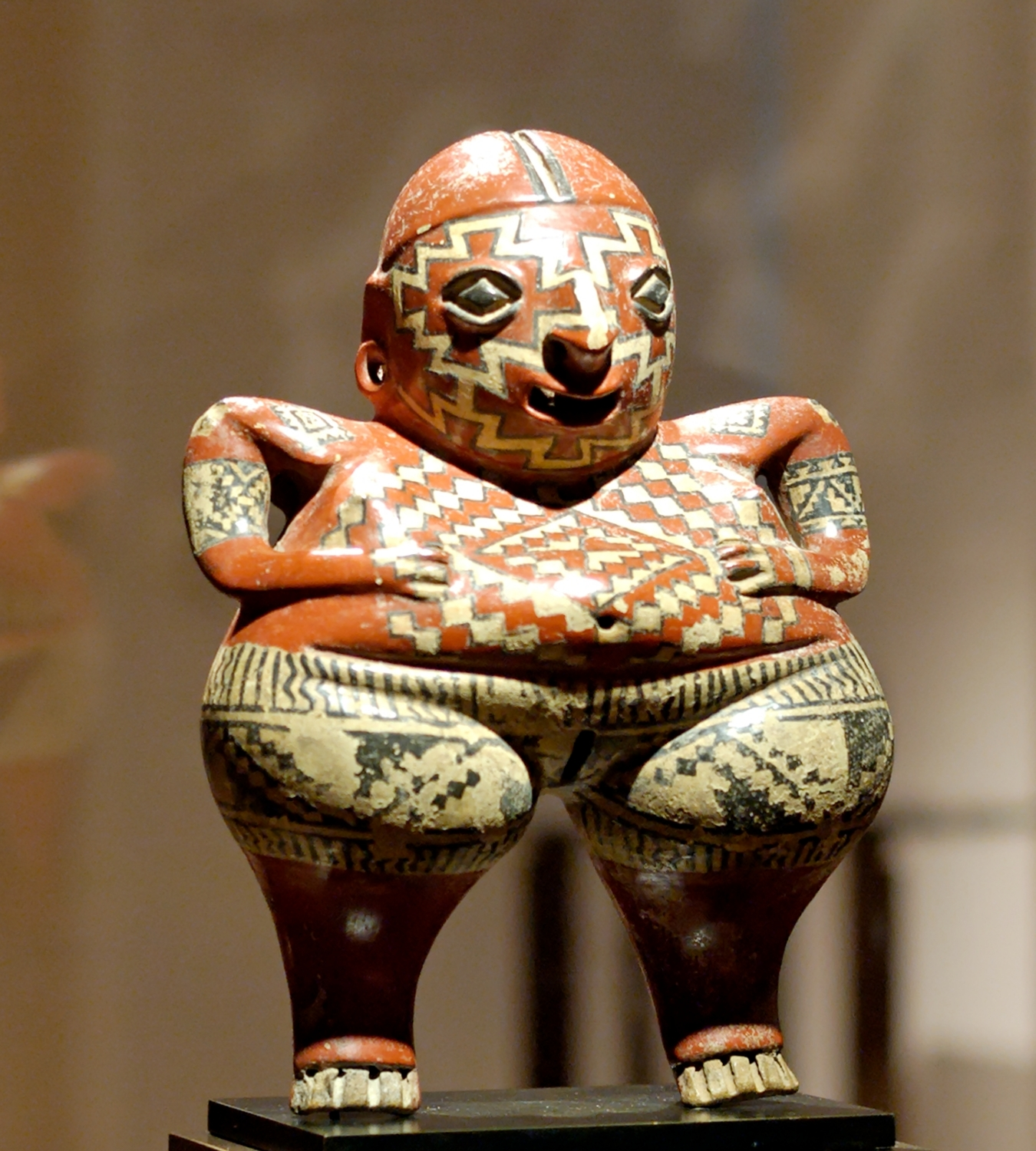
Статуя Чупікуаро (Гуанахуато)
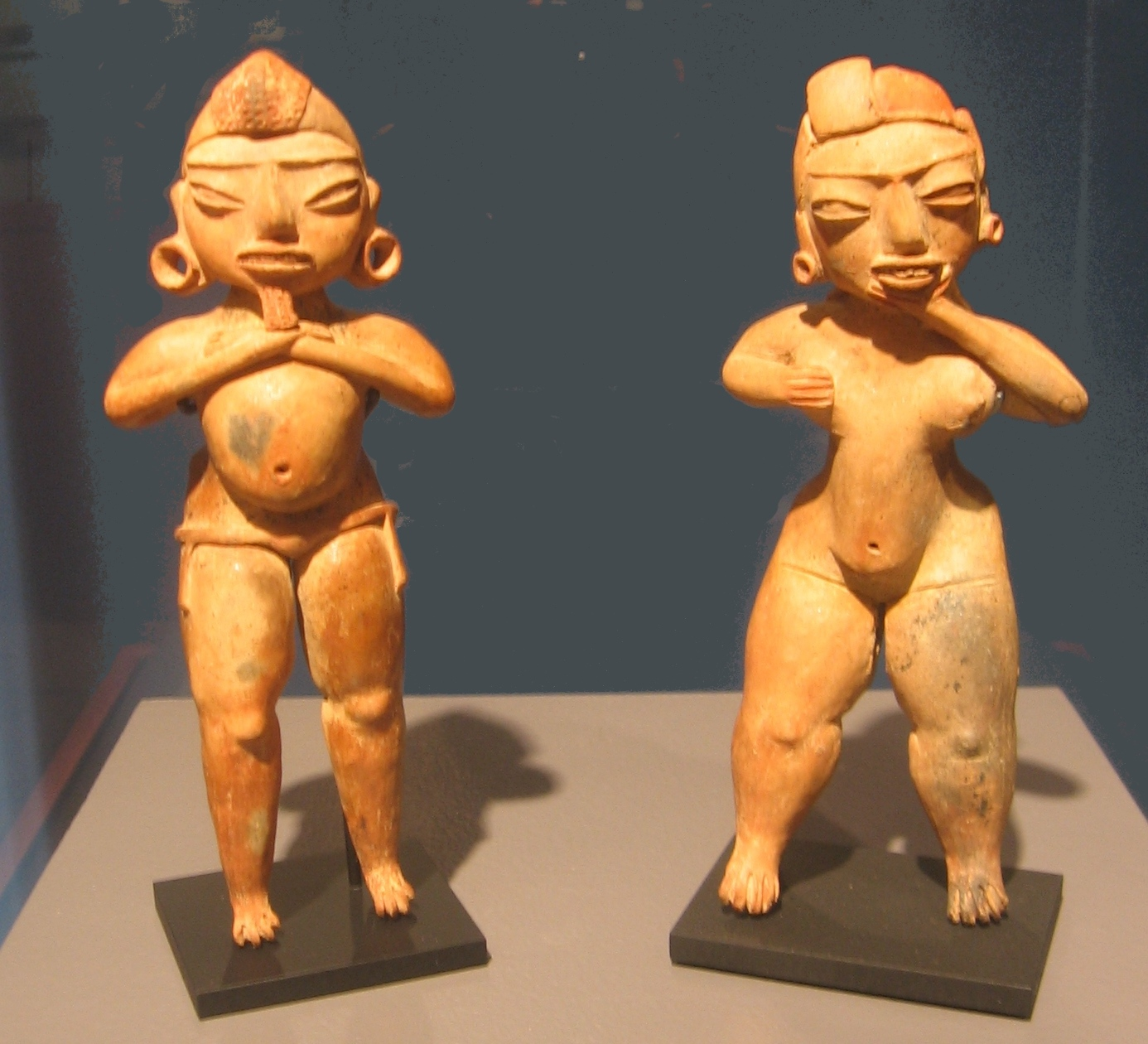
Статуї для титулу (мексиканська пісня)
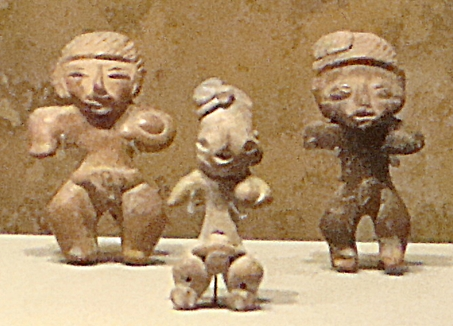
Гравці в м'яч Тікоман (Федеральний округ)
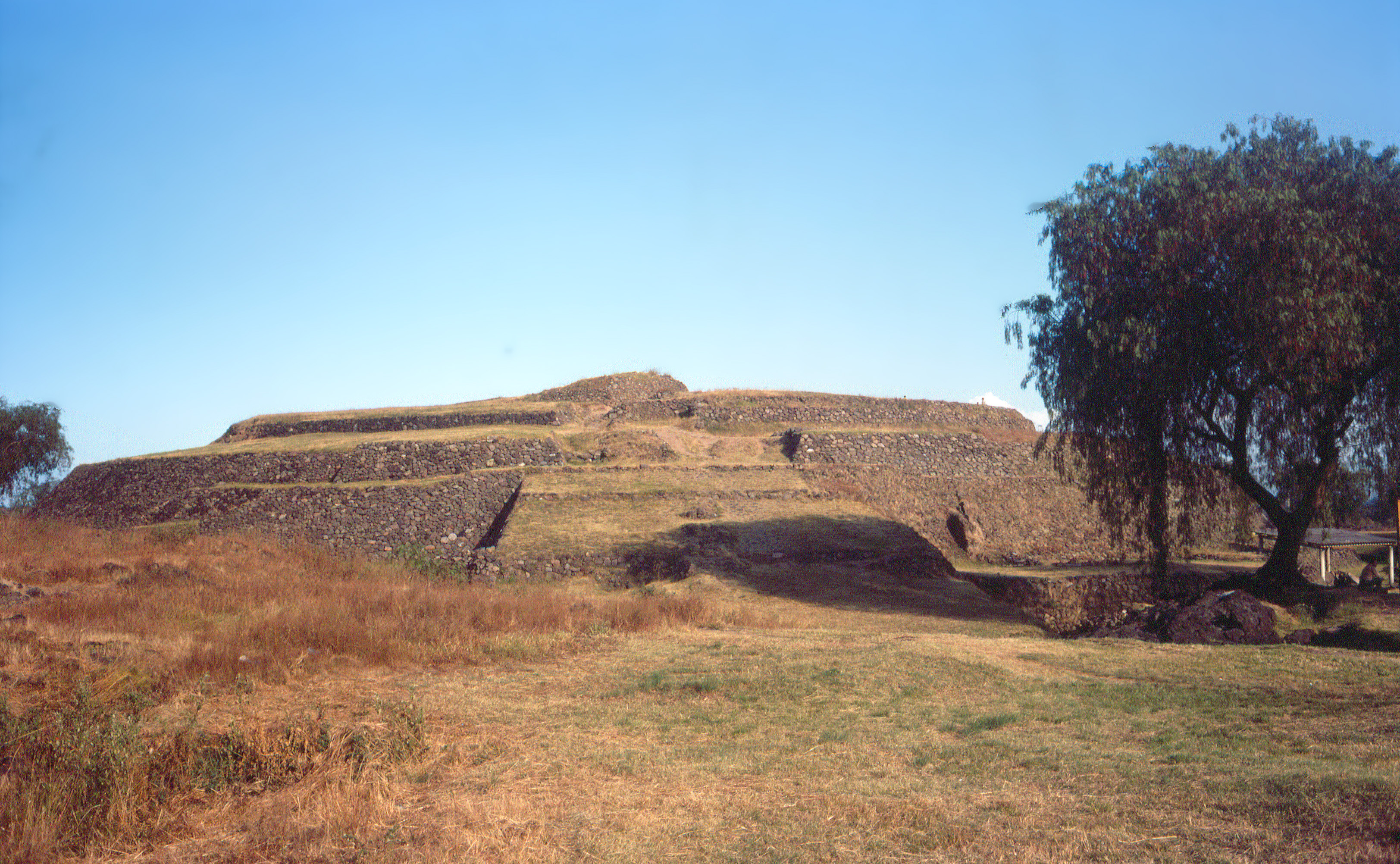
Круглий підвал Куїкуїлько(Федеральний округ)
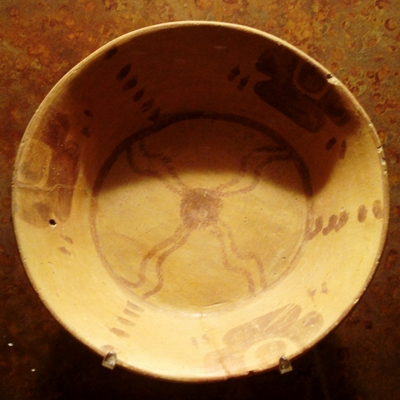
Червоне в кераміці Байо від Mixteca Alta (Оахака)
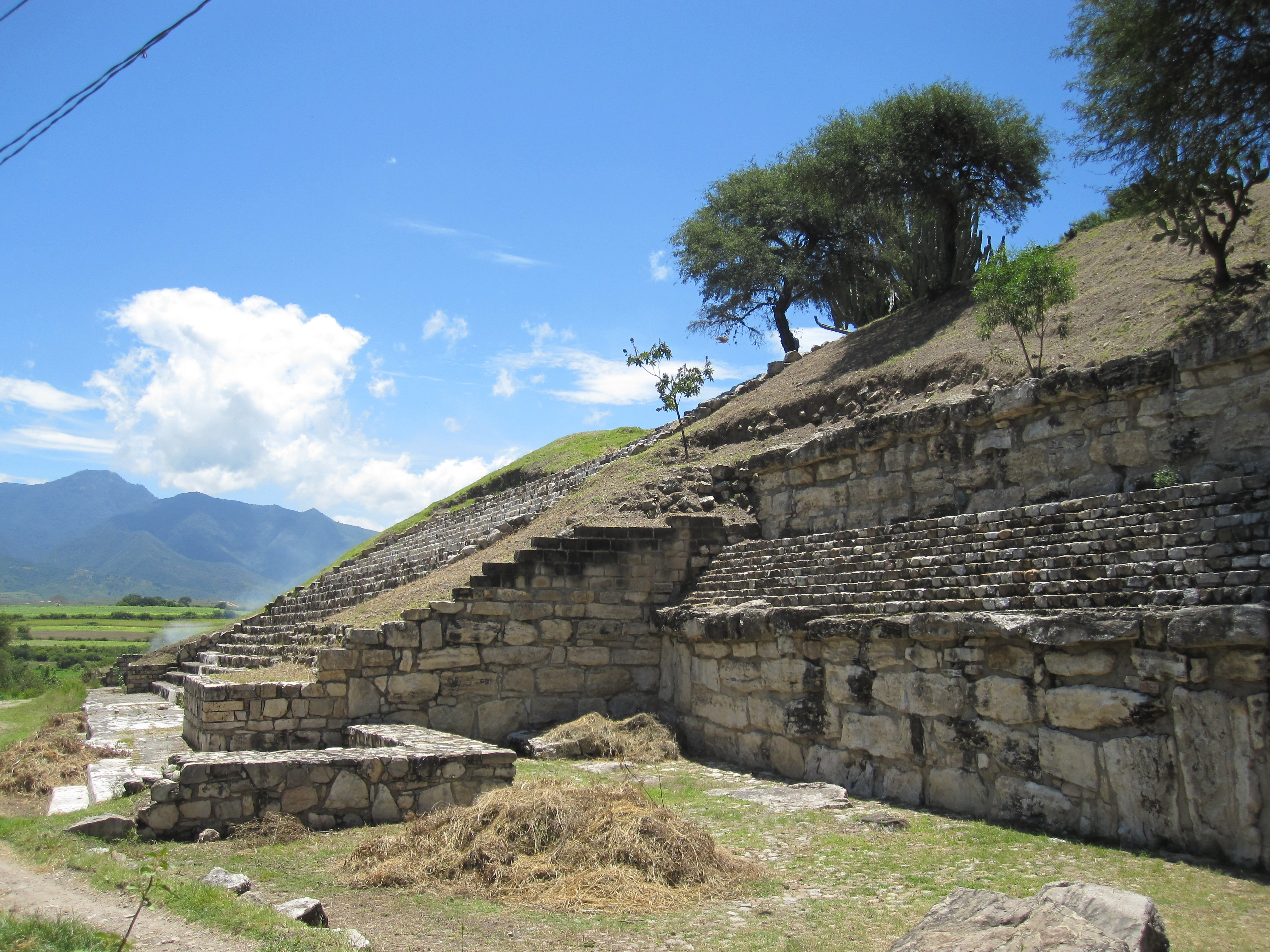
Головна будівля Сан-Хосе-Моготе (Оахака)
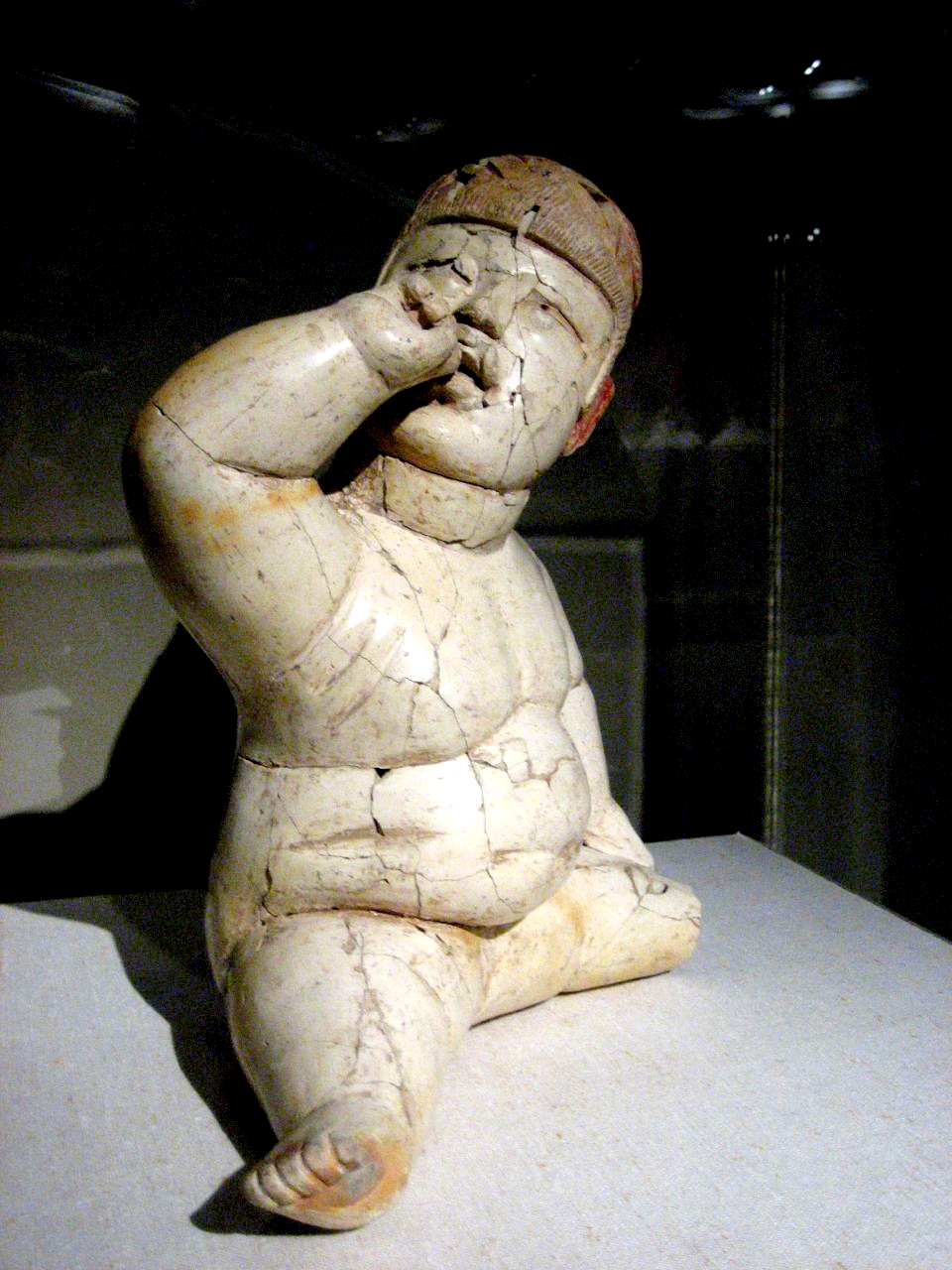
Фігурка дитячого  обличчя з Бокас (Пуебла)
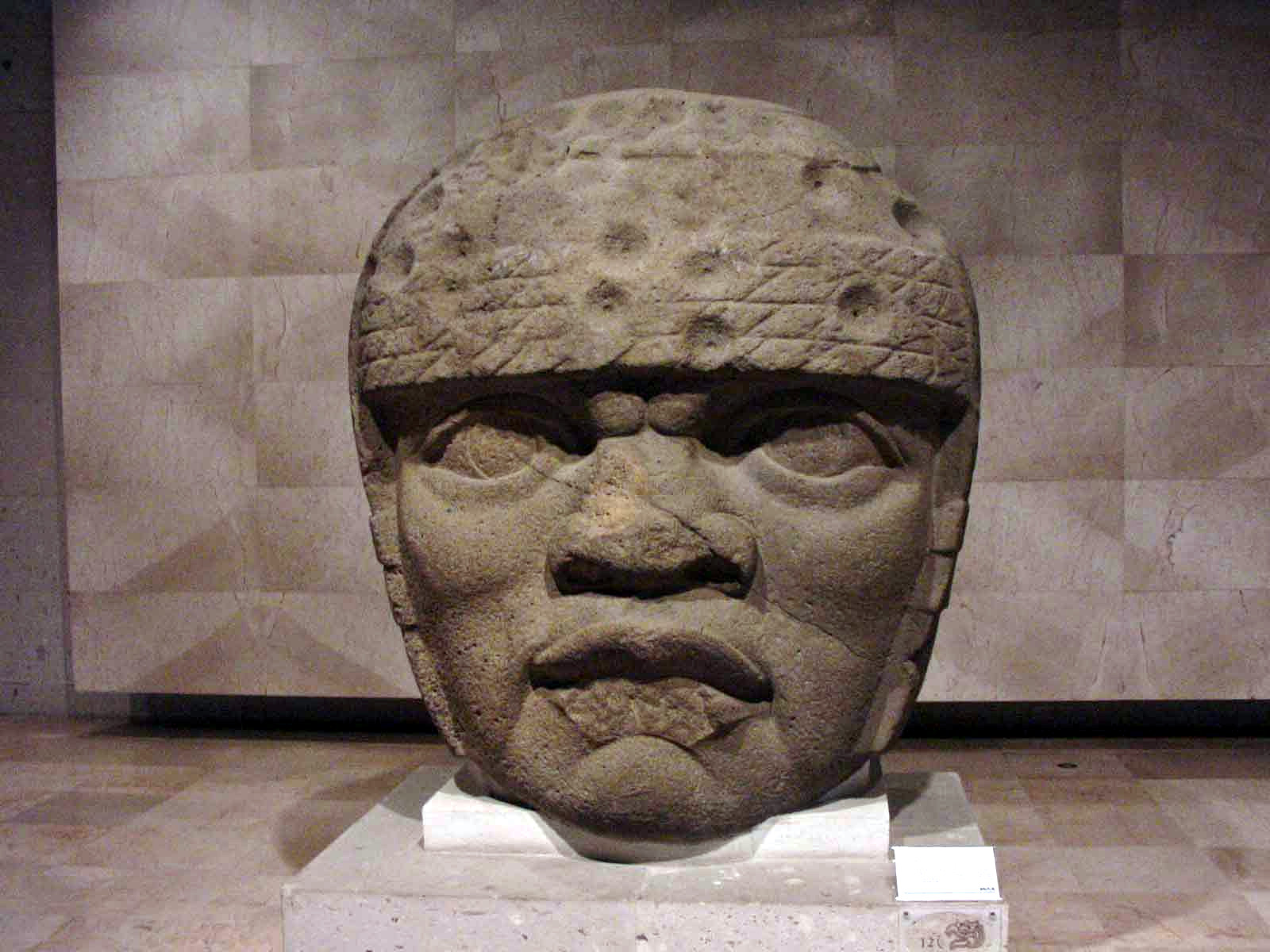
Пам'ятка 3 Сан-Лоренцо (Веракрус)
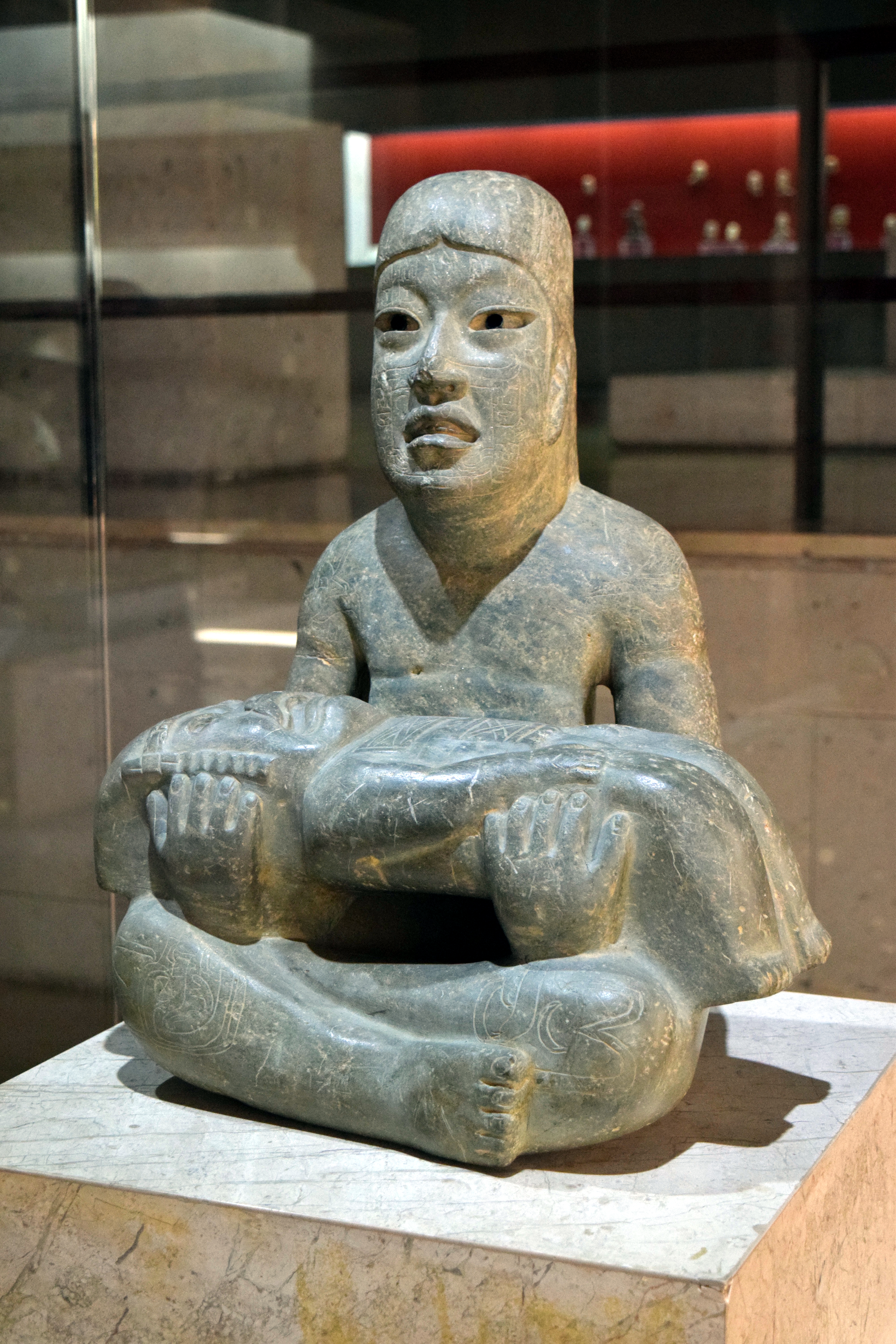
Володар Лас Лімаса (Веракрус)
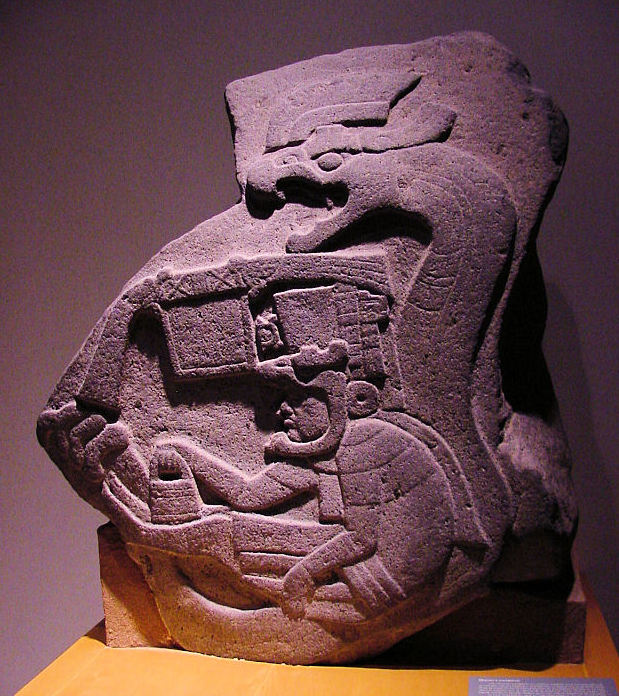
Стела 19 Ла Вента (Табаско)
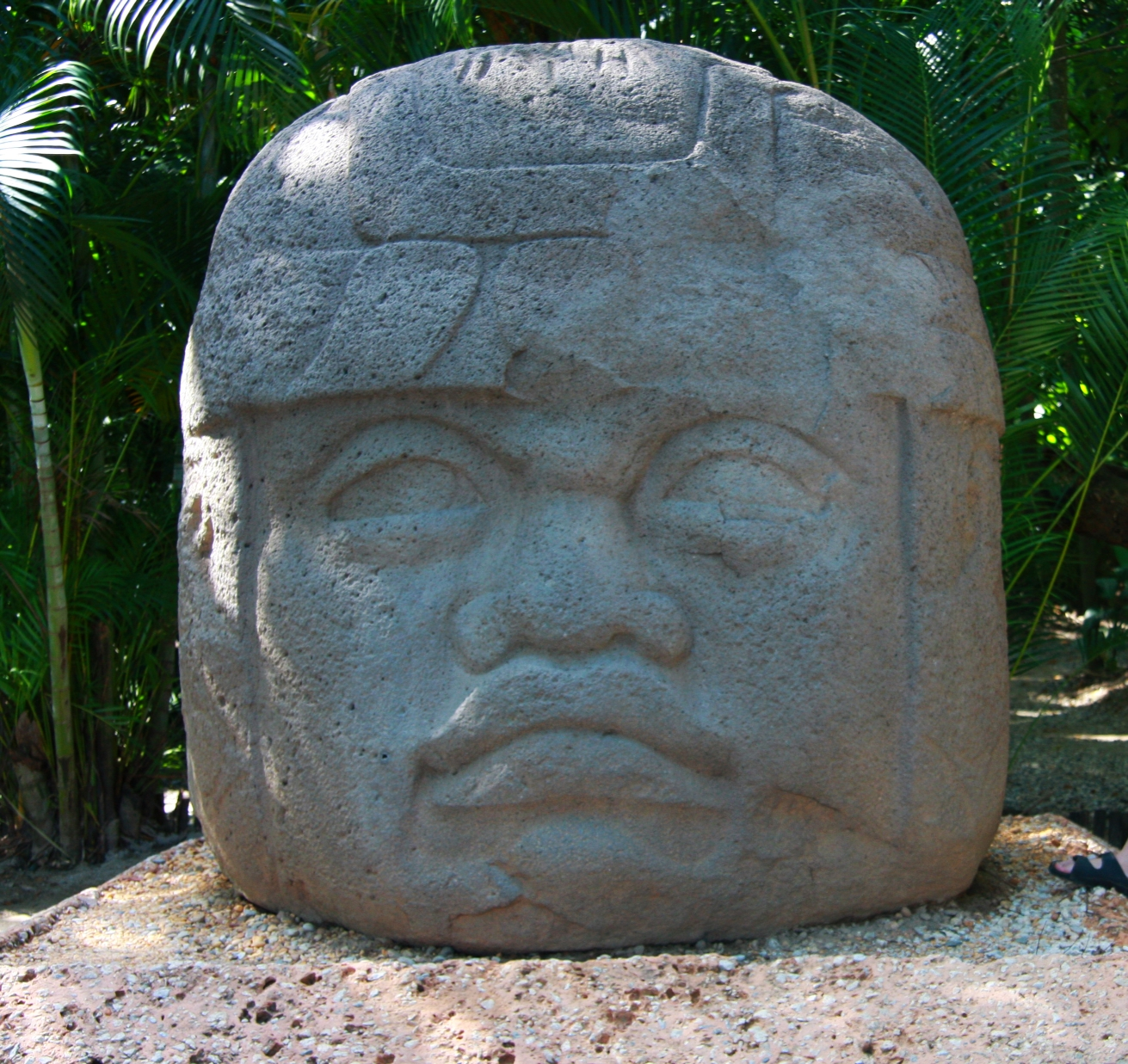
Пам'ятка 1 Ла Вента (Табаско)
Стела 5 Ісапа (Чіапас)

### Класичний період (приблизно 300р. н.е.— 900 н.е.)

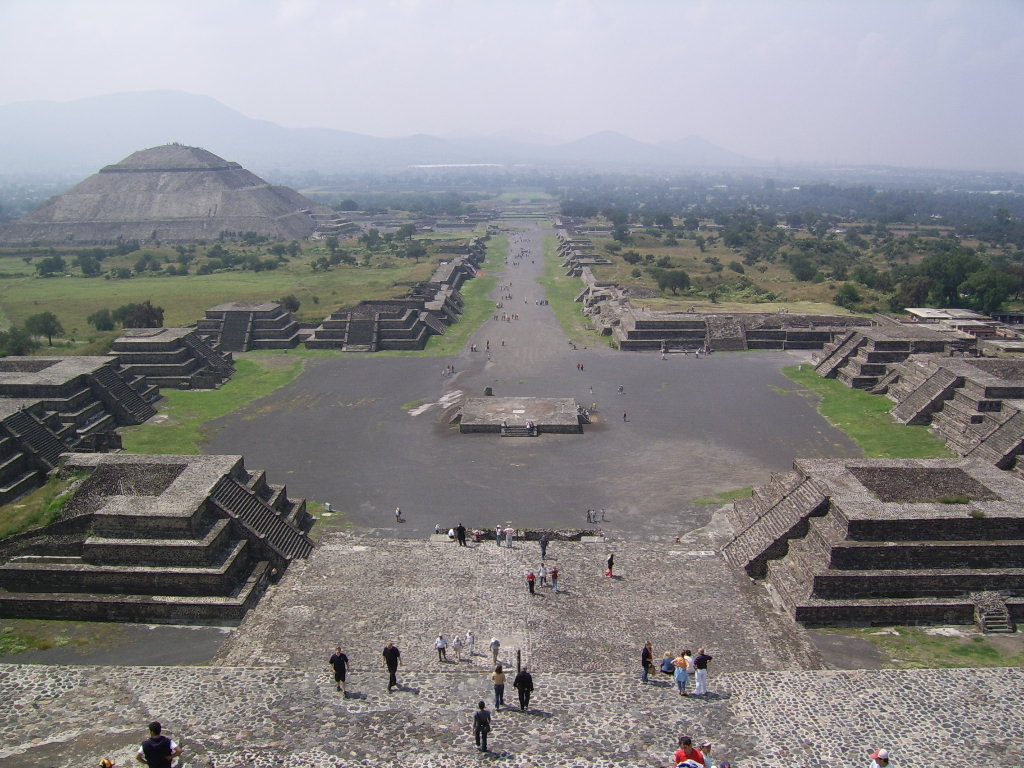
Дорога мертвих у Теотіуакані (штат Мексика).

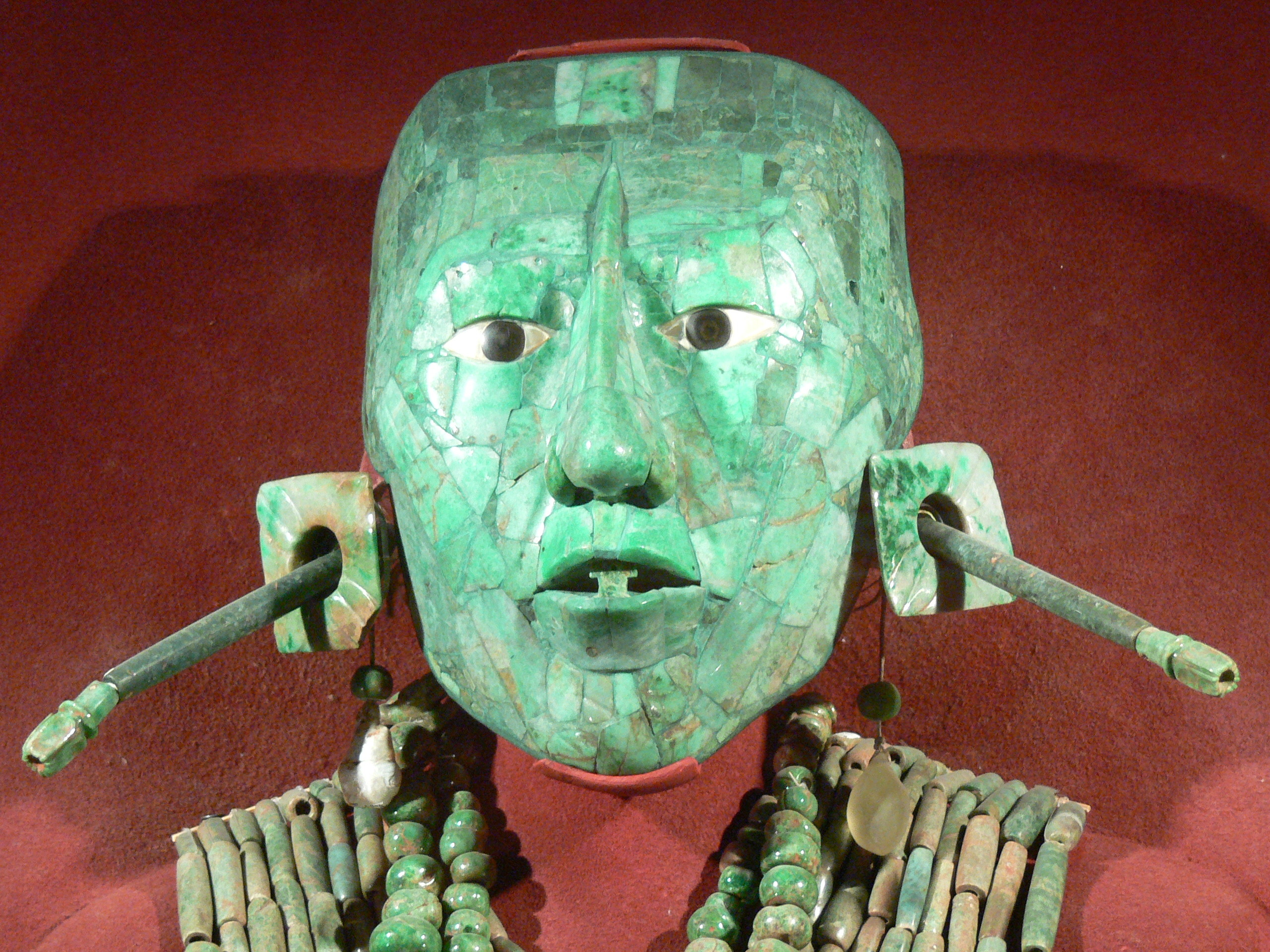
Маска Кініча Ахау Пакаля, володаря Паленке (Чіапас).

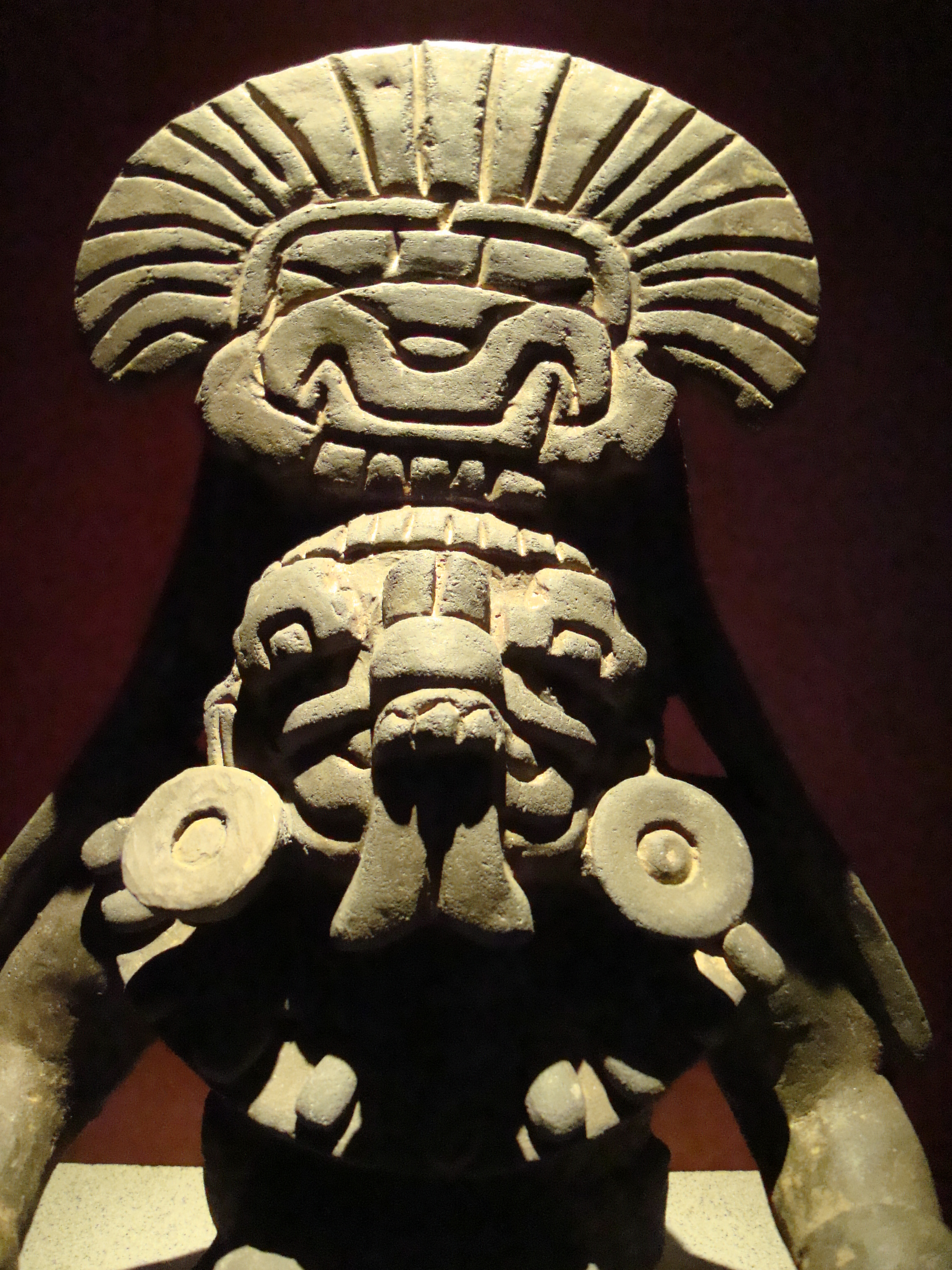
Урна бога Косіхо-Пітао, з Монте-Албан (Оахака).

Цей період відзначений апогеєм Теотіуакана і завершується міграціями науа та створенням регіональних центрів у долині Мехіко. Його поділяють на два періоди: ранній класичний і пізній класичний.
Ранній класичний період охоплює перші 400 років періоду та збігається з піком Теотіуакана. У цей період закріпився процес урбанізації, який спостерігався з пізнього докласичного періоду. Таким чином з'явилися такі міста, як Чолула, в долині Пуебла-Тласкала; Монте Альбан у центральних долинах Оахака, Тікаль і Калакмул в районі майя (перше місто у Гватемалі, а друге в Мексиці). Гідравлічні споруди, які забезпечили високу ефективність сільського господарства Мезоамерики, також були добре розвинені в цей час.
На історичній сцені домінували Теотіуакани, які перетворили своє місто на центр широкої мережі комерційних обмінів, що включали, зокрема, всі народи Мезоамерики та Оазисамерики, з яких отримували бірюзу, один із найрозкішніших предметів Мезоамериканська цивілізація. Теотіуаканці монополізували розповсюдження кераміки Аранджадо Дельгадо, однієї з найкращих і найцінніших виробів того часу, виробленої в Пуеблі, а також копалень обсидіану, алебастру та інших мінералів, життєво важливих для повсякденного життя стародавніх мезоамериканців.
Ці продукти обмінювалися з іншими містами на товари, яких Теотіуаканці не мали в зоні їхнього прямого впливу. Теотіуакан також служив чудовим посередником між різними регіонами Месоамерики. Важливість торговельних шляхів, контрольованих теотіуаканцями, відображається на зростанні населення північної частини Мексики, яка за цей час стала інтегрованою в мезоамериканську цивілізацію. До цих міст належать Альтавіста та Лома-де-Сан-Габріель.
Теотіуакан був космополітичним і багатоетнічним містом. У ньому виявлено ознаки присутності жителів Оахаки та жителів Перської затоки, які окупували цілі квартали міста. Подібним чином присутність Теотіуакана є очевидною в Монте-Албані та Тікалі, серці області майя, яка на той час переживала свій перший період розквіту.
Близько 600 року почався процес занепаду Теотіуакана. Ця подія знаменує собою початок пізньої класичної доби, яка характеризується часом великого розквіту культур майя та сапотеків, а також змін у політичному ландшафті Центральної Мексики (що вплинуло на всю Мезоамерику).
Майя підтримували комерційні відносини з Теотіуаканом під час ранньої класики. Деякі автори підозрювали, що наявність культурних особливостей Теотіуака в Тікалі та інших важливих центрах у цьому районі свідчить про те, що майя були предметом прямого панування Теотіуака. Однак новіші інтерпретації цих матеріалів свідчать про те, що відносини між Теотіуаканом і майя мали інший характер, звичайно комерційний. У світлі цього підходу присутність елементів і предметів з високогір'я в Тікалі (Гватемала) можна інтерпретувати як стратегію еліти майя, щоб надати собі легітимності; містами, які домінували в той час, були Теотіуакан на півночі та в на півдні міста-суперники Тікаль і Калакмул.
З повним занепадом Теотіуакана в 750 році міста майя також увійшли в кризу. Існує припущення, що поєднання політичних негараздів у контексті кліматичного дисбалансу поставило правителів багатьох міст у регіоні під контроль. Таким чином, класична культура майя зустріла свій кінець приблизно у 800 році.
Однак нещодавні дослідження, проведені в Гватемалі та на півдні Мексики, показують, що там не було кліматичних проблем, а скоріше були внутрішні війни між містами та правителями, які змусили жителів тікати та оселятися в різних регіонах.
Сапотеки були іншим народом, який підтримував стосунки з Теотіуаканом. Але в даному випадку відносини виходили за рамки комерційного обміну: вони були союзницькими. Як було сказано вище, в Теотіуакані було знайдено повне сусідство сапотеків, яке мало відповідник у метрополісі Оахака. Коли відносини були перервані через появу конкуруючих штатів Теотіуакан у Центральній Мексиці, сапотеки продовжили свій автономний культурний розвиток, який побачив період найбільшого розквіту між роками 750 - 850. Однак, як це сталося у випадку Теотіуакан і область майя, столиця сапотеків також занепаде і буде остаточно покинута.
Скориставшись слабкістю метрополій, кілька міст зміцнилися і зайняли центральні позиції на обмінних шляхах, які підтримували гегемонію Теотіуакана. На цій панорамі регіональні центри виникли в Центральній Мексиці: Шочикалко в Морелосі контролює торгівлю з територією майя; Чолула в Пуебла-Тлакскала зробив те саме з південним сходом; Теотенанго із Західною Мексикою. Зростаюча могутність цих міст — і інших, таких як Какаштла і Кантона — закінчилася тим, що задушила Теотіуакан, який занепав приблизно в 750 році.
Цей період відомий як Епікласичний, і це час сильних політичних розладів і перебудов, і завершується першими міграціями народів Північної Мексики (серед яких були науа), мотивованими тривалими посухами, які зруйнували суспільства регіон. Ті ж регіональні центри, які конкурували в той час, були побудовані за рахунок мігрантів (наприклад, Ольмека-Хікаланка, які прибули в Какастла і Хочикалко в той час). Таким чином мезоамериканська цивілізація посилила свій багатоетнічний характер.

Скульптура з Традиції шахтових могил Наярит
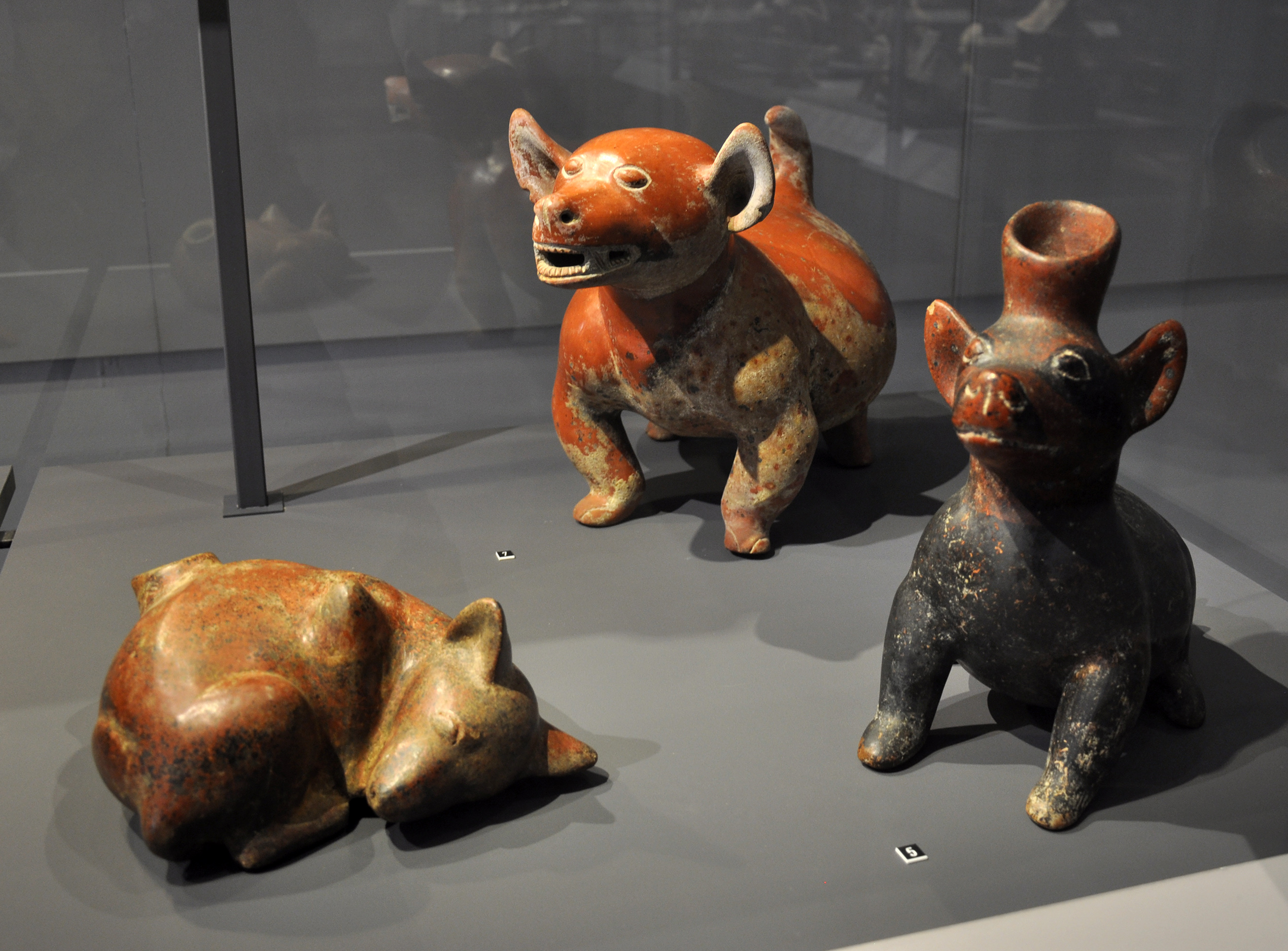
Цуценята Коліми
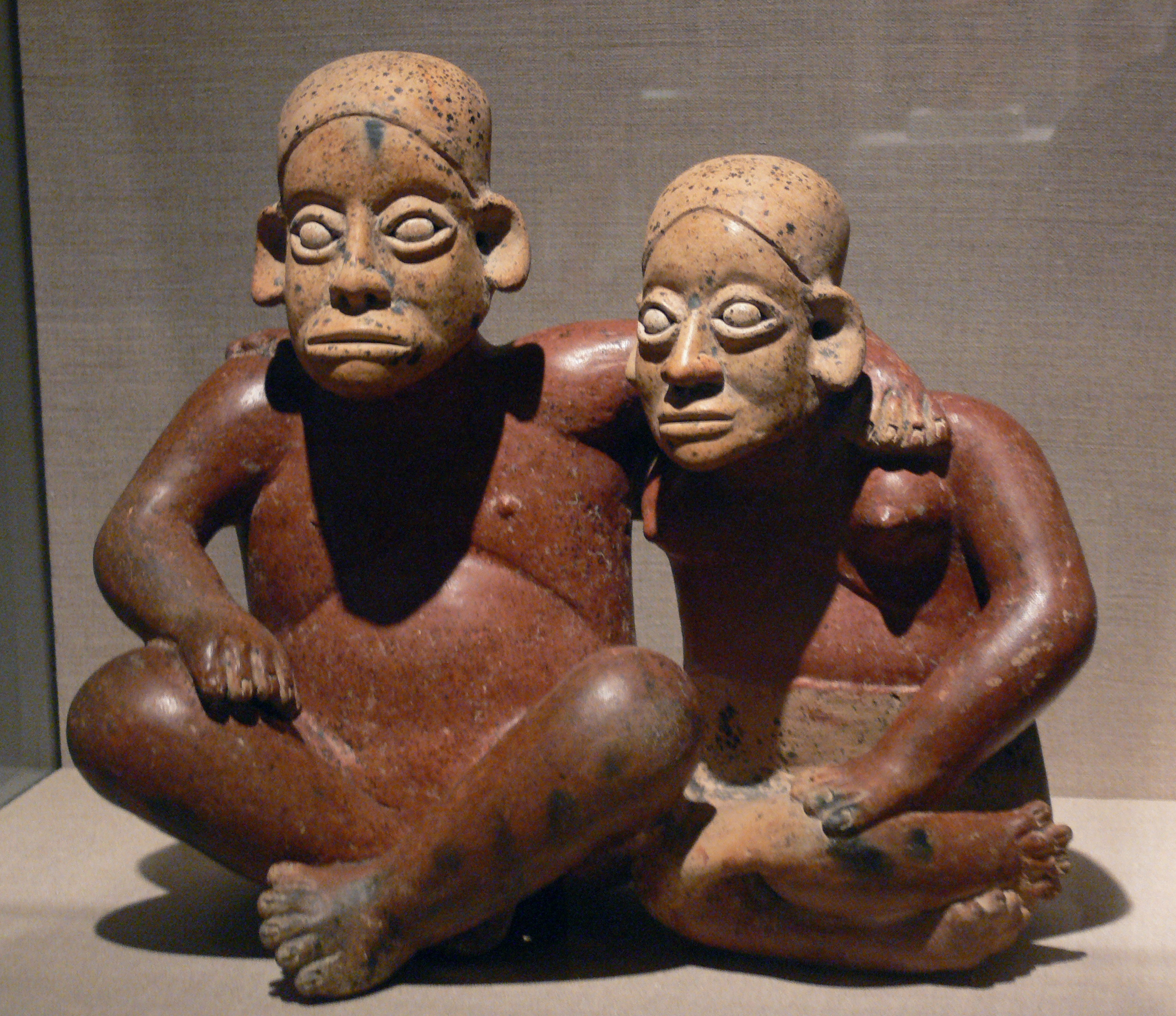
Скульптура в стилі Амека—Ецатлан (Халіско)
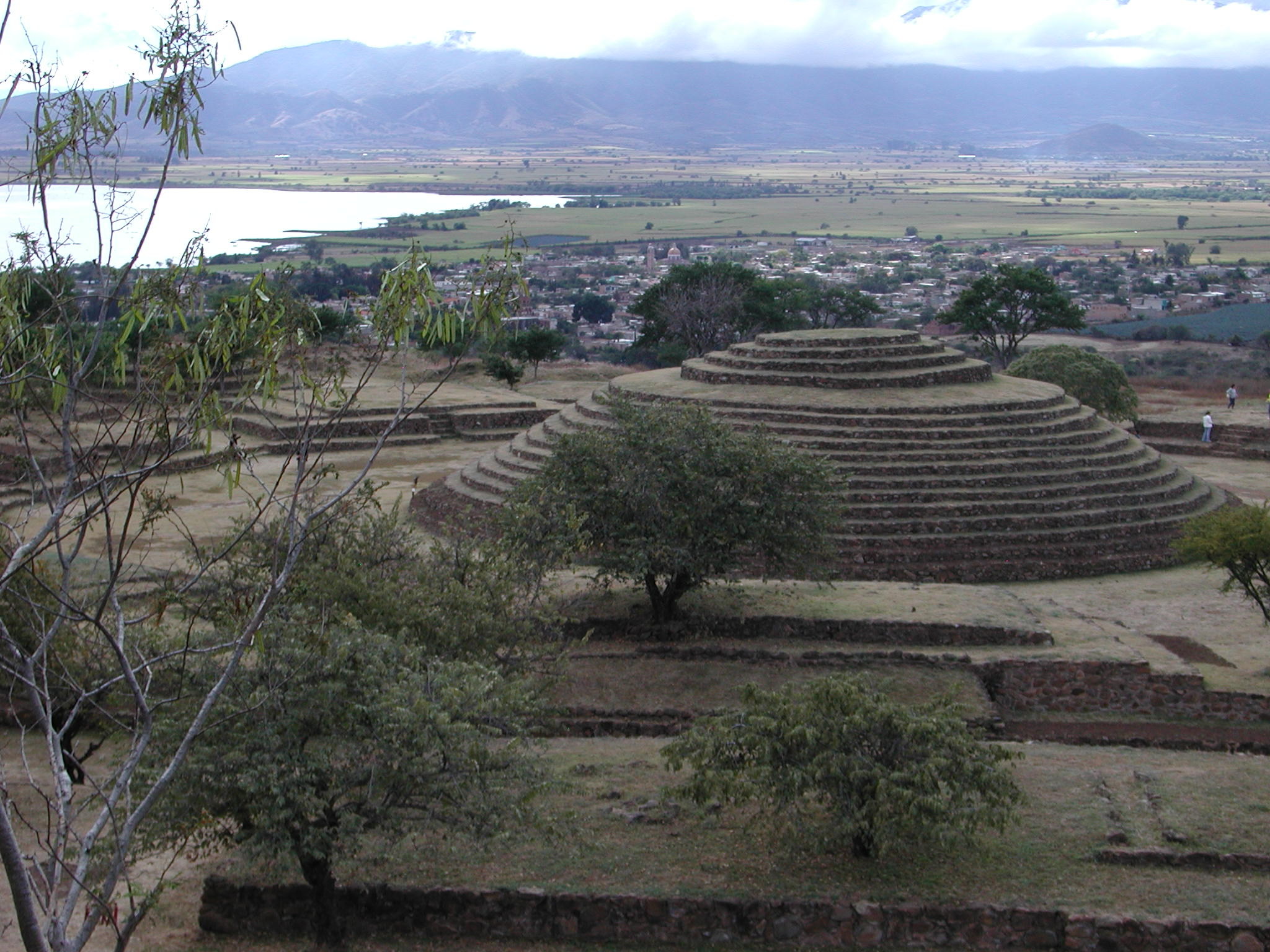
Церемоніальний центр Гуачімонтонес (Халіско)
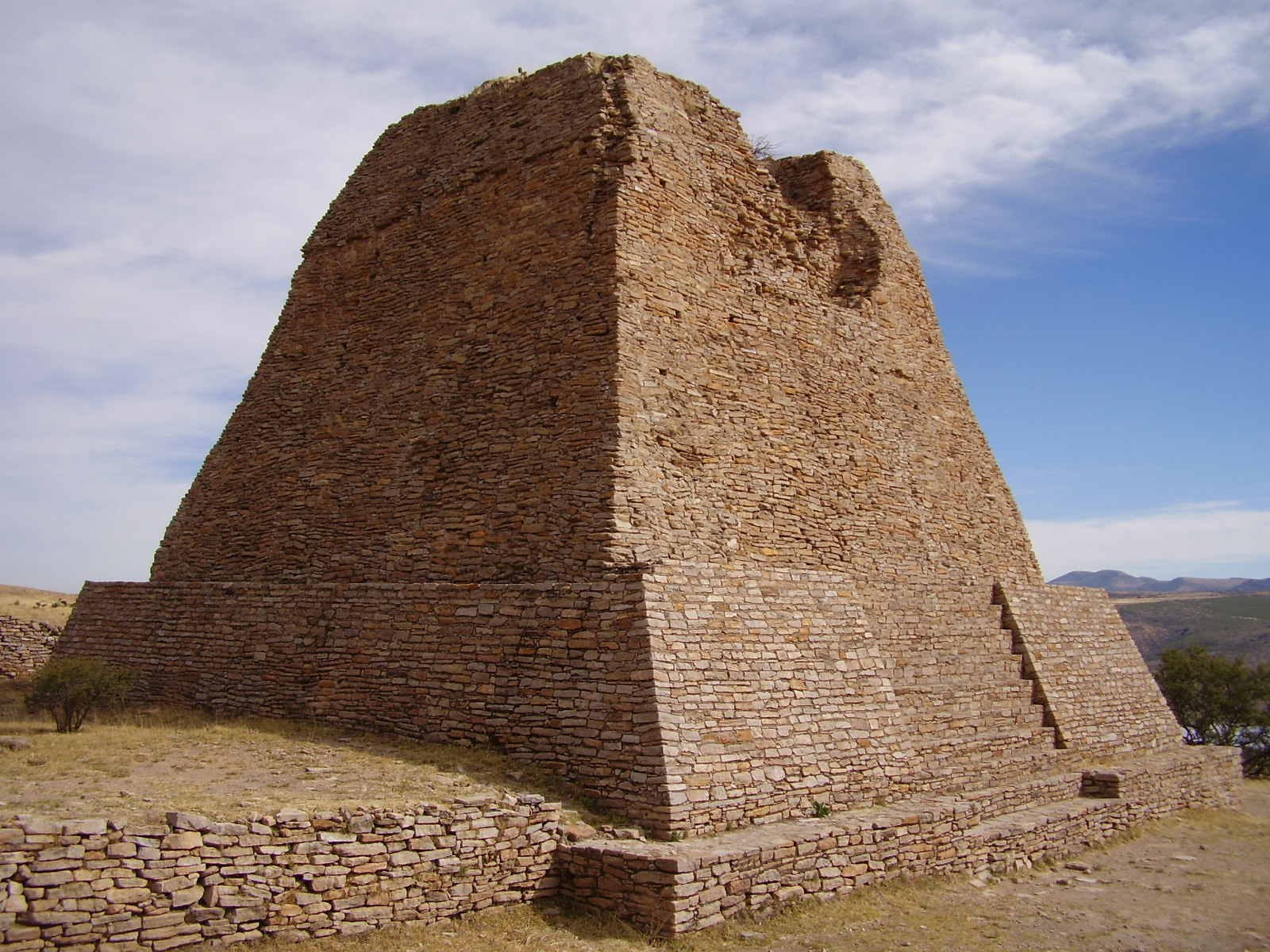
Піраміда Ла-Кемада (Сакатекас)
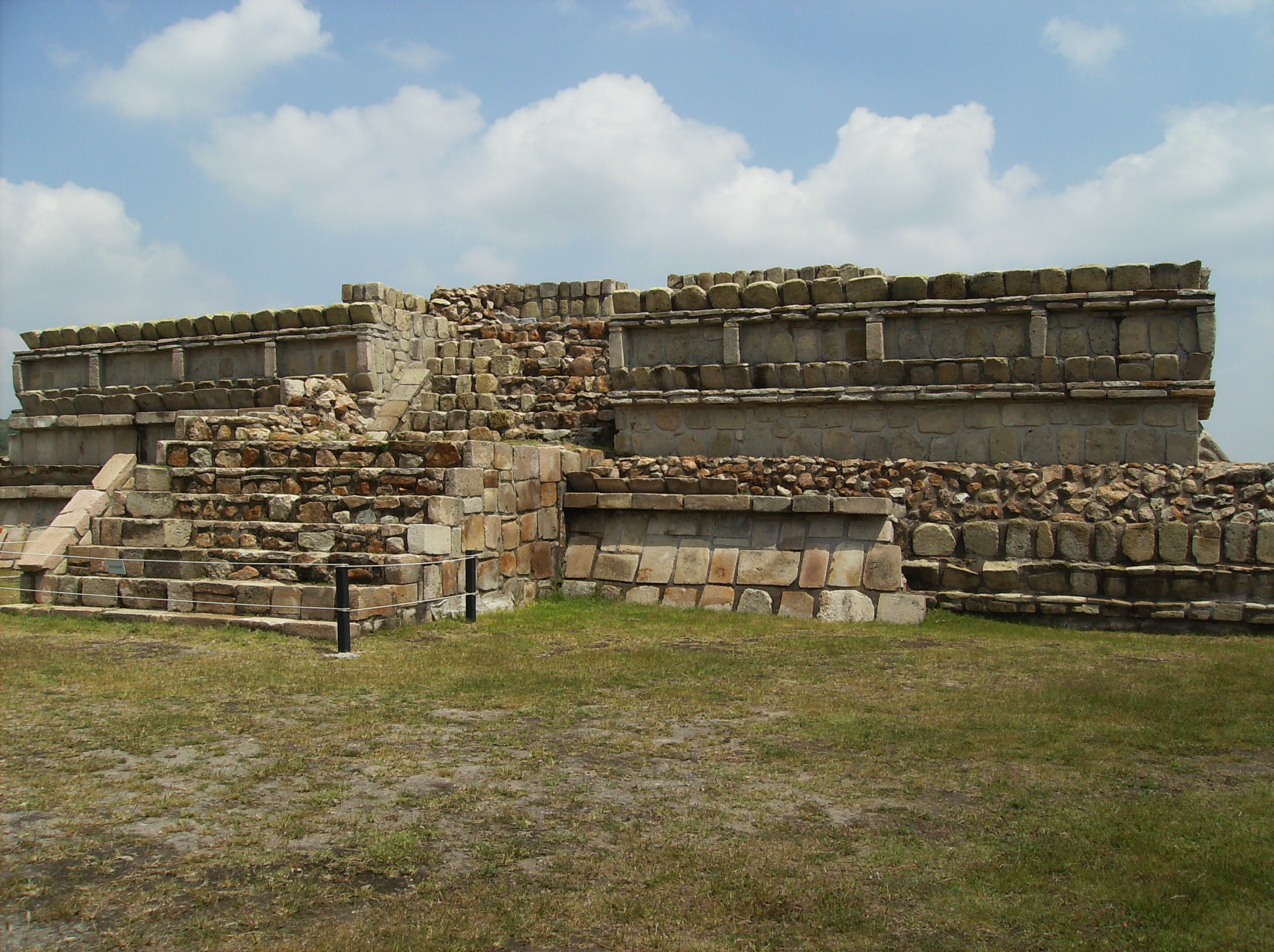
Будівля Пласуелас(Гуанахуато)
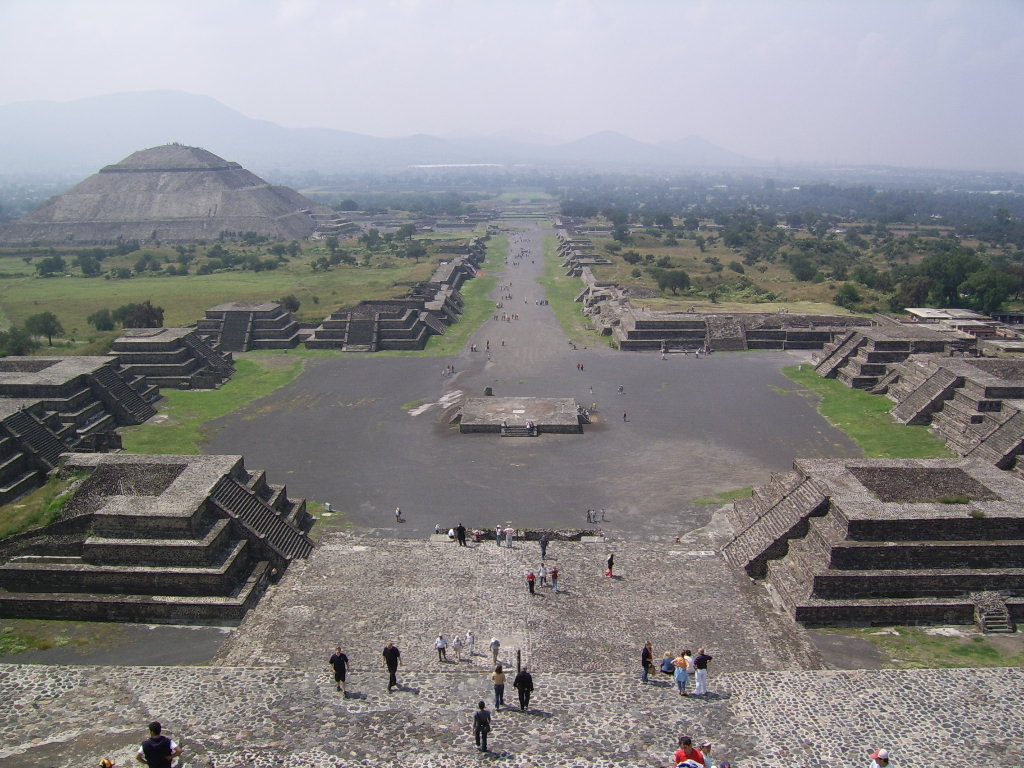
Дорога Мертвих в Теотіуакані (штат Мексика)
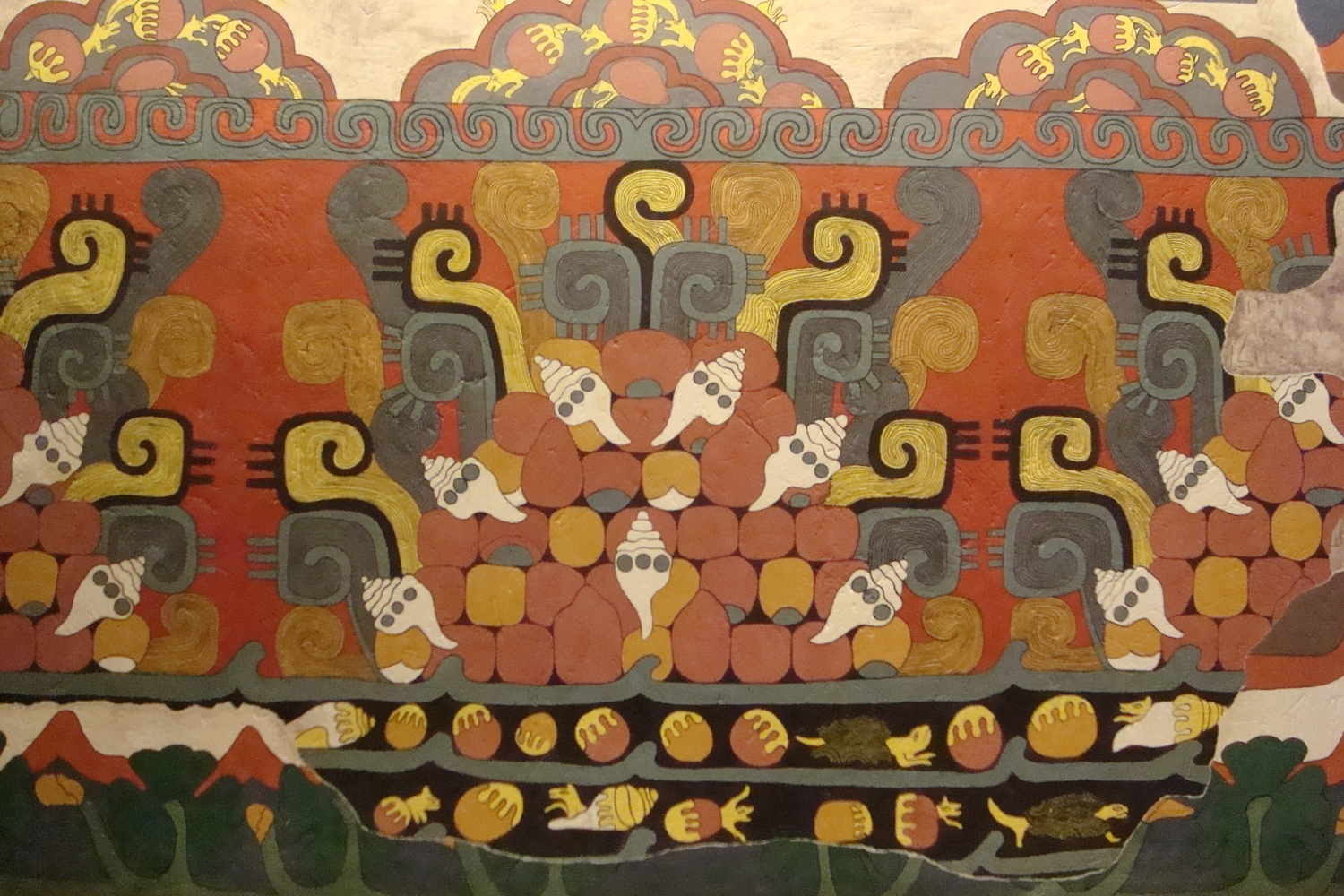
Фреска з Храму землеробства в Теотіуакані (мексиканська статуя)
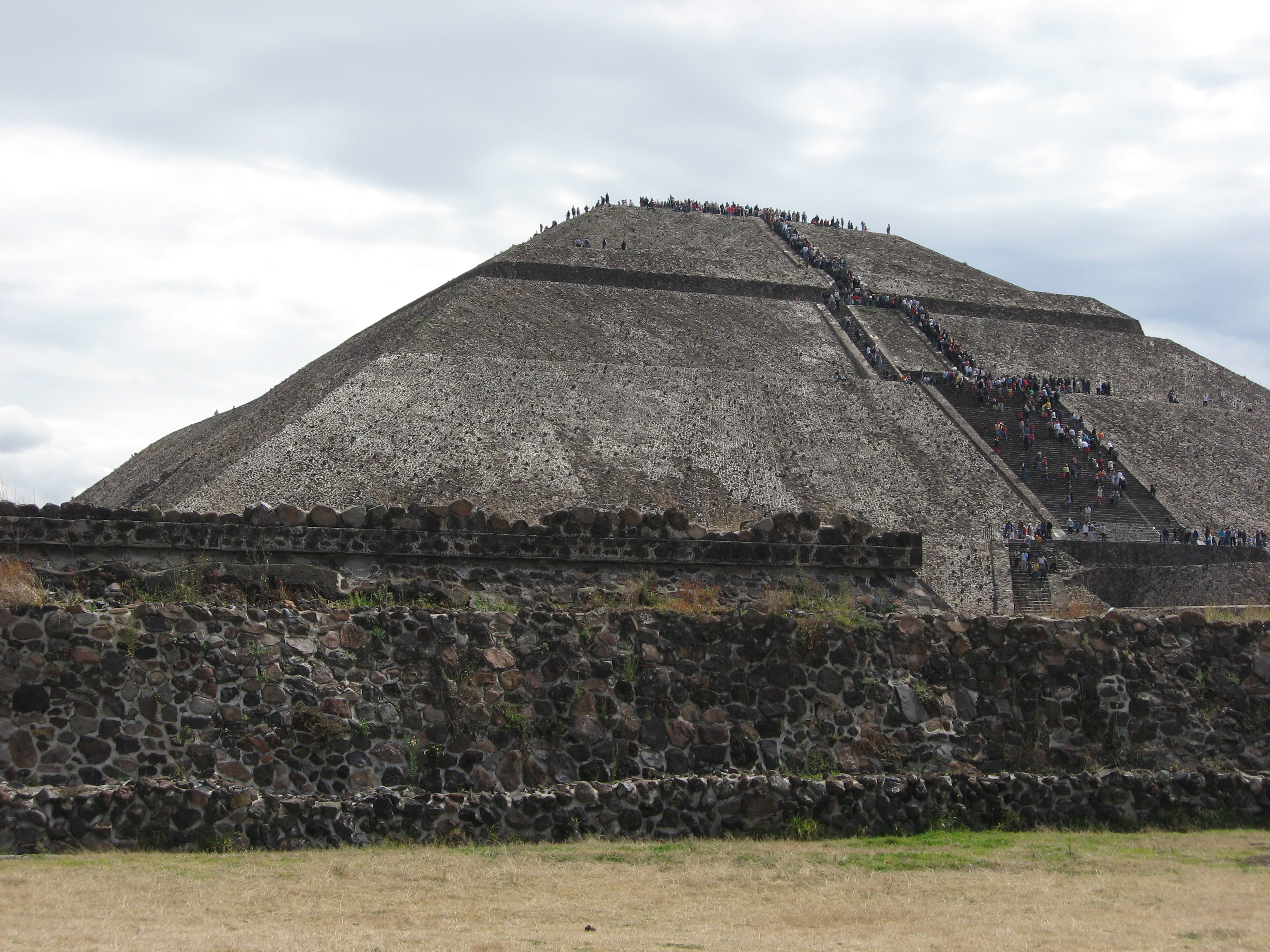
Піраміда Сонця в Теотіуакані (штат Мексика)

### Посткласичний період (800/900р. н.е.— іспанське завоювання)
Посткласичний період археологи поділяють на дві епохи: ранній посткласичний (800/900 — 1100 рр.), де домінує тульська культура та культура тольтеків; і пізній посткласичний період, час Мексиканської імперії (1100—1521/1694). Завжди доцільно уточнити, що календар змінюється відповідно до регіональної історії, враховуючи, що те, що відбувалося в центральній Мексиці, зазвичай береться як посилання.

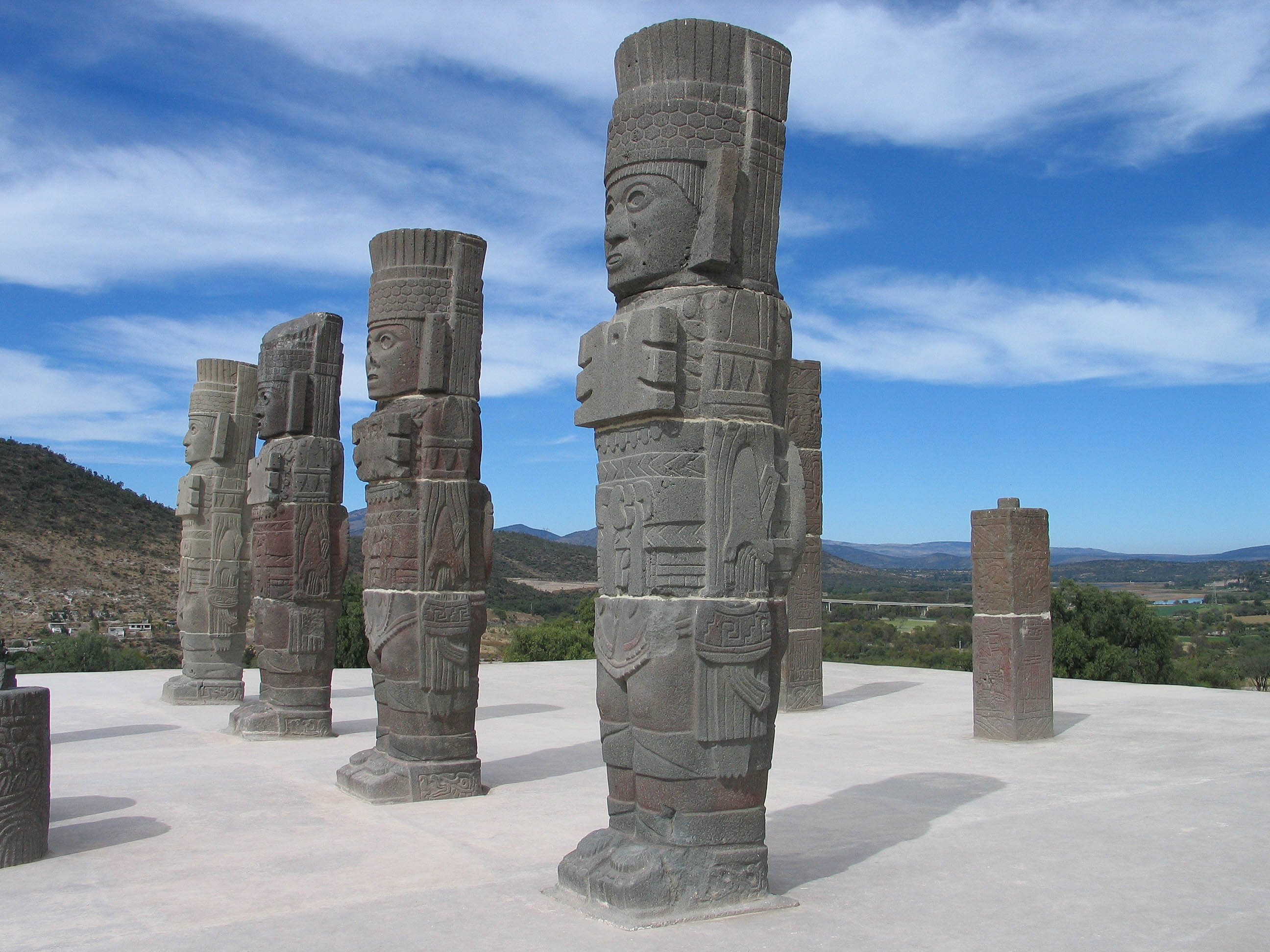
Тульські атланти. Тольтекська культура.

Зазвичай вважається, що посткласичний період був часом, коли домінували войовничі та кровожерливі народи, які спричинили загибель класичних культур, які були характерними миролюбними та відданими релігії. Роман Піна Чан зробив значний внесок у створення цього архетипу. Однак, як зазначає Лопес Остін у «Корінному минулому», розпалювання війон також було наявне в попередні періоди, особливо серед майя. Те, що сталося під час посткласичного періоду, мало стати загостренням войовничого характеру мезоамериканських суспільств, частково через велику конкуренцію між дуже могутніми державами та міграціями.
Міграції задають тон для ранньої посткласики. Це були північні народи, які були витіснені на південь або через експансіонізм інших воюючих груп, або через екологічну катастрофу, яка спричинила падіння культур Північної Мезоамерики. Ці групи відомі як чичимеки, термін, отриманий хроністами Індії від їхніх інформаторів, і який еквівалентний варварам. Опис цих груп як варварів не дуже доречний, оскільки, почнемо з того, що багато з них були частиною сфери впливу Мезоамерики, і в кінцевому підсумку не становили етнічну одиницю.

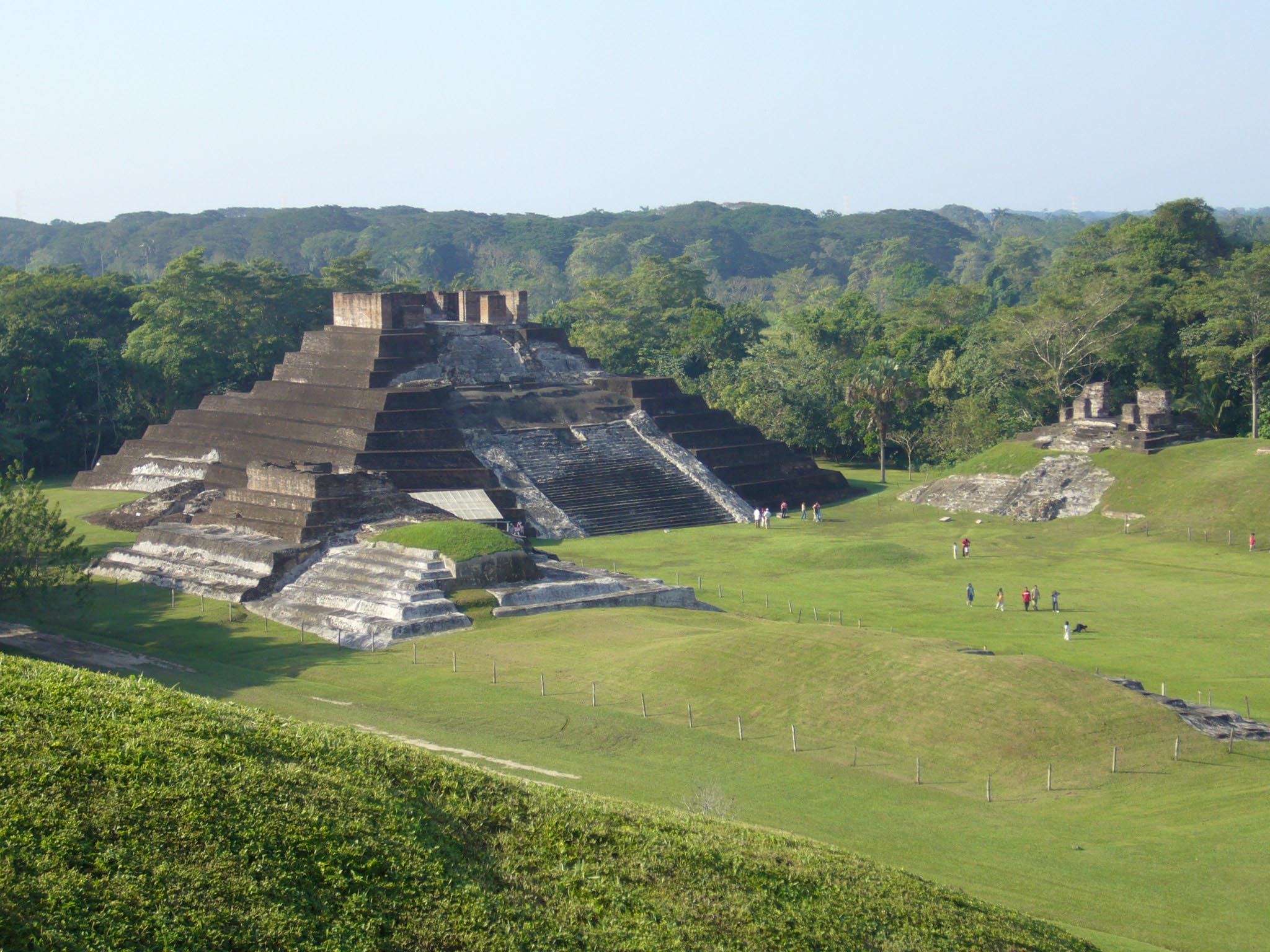
Комалькалько в Табаско — єдине місто майя, побудоване з обпаленої цегли.

У цей період до Месоамерики прибуло багато груп. Серед них ми можемо зарахувати тлауїків, які заволоділи долиною Морелос, та інші групи походження науа, які заволоділи озерним басейном Мексики та долиною Пуебла Тласкальтека. З ними прибула група під командуванням Міскоатля, який оселився в Кулуакані та змішався з місцевим населенням, подібним до населення Теотіуакану. Пізніше син Міскоатля, Се Акатль Топільцин Кетцалькоатль, покине Кульуакан на північ, де він заснував Тулу.
Тольтеки почали процес експансії, що призвело їх до встановлення відносин з іншими важливими державами, які також шукали підтримки Тули, щоб легітимізувати себе. Таким є випадок ефемерної держави міштеків 8 Venado Garra de Jaguar, яка після перемоги над кількома найважливішими державами XI ст, змусила політично об'єднати значну частину Mixteca за її головування. Для цього він вдався до престижу Тули як гегемонського центру, з яким уклав союз. Однак 8 Венадо був убитий, і після цього Mixteca почала розпадатися. Пізніше мікстеки вторгнуться на традиційну територію своїх сусідів сапотеків, витісняючи їх до перешийка Теуантепек на сході.

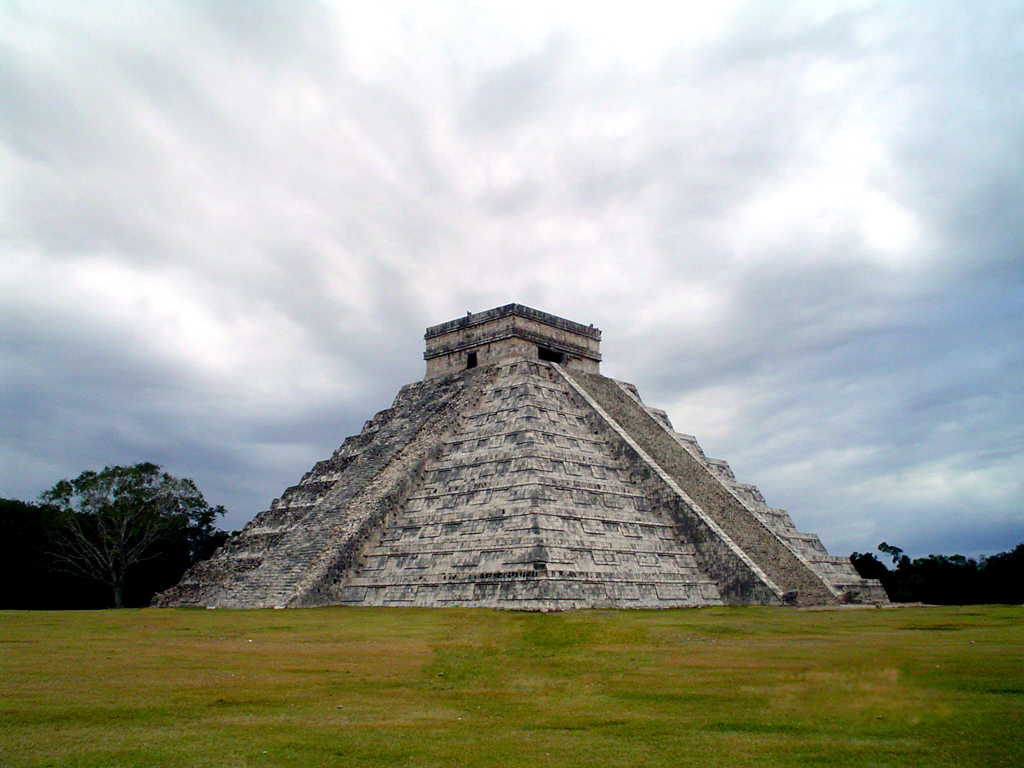
Замок. Чичен-Іца. Культура майя.

Відносини між державою тольтеків і королівствами Юкатеки спантеличили археологів. Причиною цього є надзвичайна схожість між Тулою та Чичен-Іца. Існує припущення, що Тула колонізувала півострів Юкатан; або що, коли еліту тольтеків було вигнано з міста, їхні зв'язки з ітцаї (людьми майянського походження, які жили в той час у Кампече) дозволили їм силою захопити місто Чічен. У будь-якому випадку прибульці вирішили побудувати копію старої столиці. Протилежна гіпотеза, яку підтримує Пінья Чан, перетворює Тулу на колонію та копію Чичена.
Однак більш правдоподібно, що феномен міст-побратимів, розділених сотнями кілометрів, має пояснення, подібне до того, яке пропонується для випадку присутності Теотіуакана в Тікалі. Цілком ймовірно, що групи мігрантів, носії культури тольтеків (або зуюана, як її називають Лопес Остін і Лопес Лухан), оселилися на Юкатані та зрештою злилися з корінними жителями та зайняли привілейовані позиції. Щоб узаконити свою владу, їм довелося вдатися до свого давнього зв’язку з Тулою, яка вважалася містом Кетцалькоатля, і це пояснювало б присутність певних типових рис Центральної Мексики в мистецтві майя того часу.
Падіння Тули пов'язане з тією ж внутрішньополітичною нестабільністю, яка спонукала до її розширення. Місто було напівпокинуте, і багато його жителів втекли до Мексиканського озера, щоб знову оселитися біля підніжжя Серро-де-ла-Естрелья. У той же час відбувалися нові міграції, такі як піпіль і нікарагуанці до Центральної Америки або мексиканці до центральної Мексики.
У період між падінням тольтеків (бл. 1100 р. н. е.) і поразки Ацкапотцалько Теночтітланом (1430 р.) виник вакуум влади, яким скористалися менші міста, які здобули новий і короткий розквіт. Серед них Чолула, місто давніх традицій і пов'язане з культом Кецалькоатля, і Кулуакан, який був окупований біженцями-тольтеками.
Після прибуття мексиканців до басейну озера, на сцені домінували тепанеки з Ацкапотцалько, оскільки Кульуакан занепав. Після періоду постійних змін місця проживання вони оселилися на острові Мехіко, на території Аскапоцалько. Однак вони встановили союз з кулхуа, суперниками тепанеків, яких вони остаточно перемогли в компанії Тескоко і Тлакопана, об'єднаних у Потрійний союз.
Таким чином розпочався військовий і комерційний експансіоністський період на чолі з Мексикою, яка запанувала майже над усією Мезоамерикою. Експансіонізм базувався на релігійній ідеології мексиканців, які вважали себе дітьми Сонця. Будучи їхніми дітьми, мексиканці мали зобов'язання забезпечувати їжею богів (кров і серця, які в мезоамериканській релігії були символами тоналлі або космічної сили), тому вони розпочинали війни з місією захоплення полонених. Ось чому вони дозволили відносну незалежність Тлакскали, з якої вони отримали полонених у Флоридських війнах (Xochiyáotl), необхідних для ритуальних жертвоприношень.
Крім Тласкали, Мезтітлан на півночі залишався непереможним; Teotitlán del Camino, на схід; Йопіцінко, на узбережжі Герреро; Міштекська держава Тутутепек і сапотекське королівство Теуантепек. Останні двоє об'єднали сили і завдали мексиканської армії пам'ятної поразки під Гвенголою. Мексиканський тлатоані, щоб уникнути більш серйозних наслідків, вирішив видати свою дочку заміж за короля сапотеків Косіхоеса.

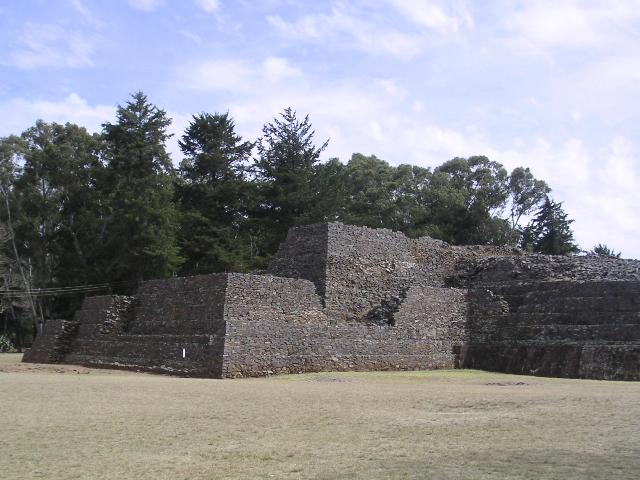
Яката де Цинцунцан. Культура Пурепеча.

Іншим непереможним суперником Мексики був штат Пурепеча. Його формування почалося приблизно в 1450 році як продукт об'єднання народу з півночі (уакусеч) з корінними поселенцями. Пурепеча мав три послідовні столиці (Пацкуаро, Іуаціо та Цінцунцан), розташовані поблизу озера Пацкуаро. Згодом верховенство зберіг Цинцунцан. Звідти відбувся експансіонізм Пурепеча, який призвів їх до окупації нинішнього штату Мічоакан та прилеглих територій. У своїй експансії на схід вони зіткнулися з Мексикою, з якою вони кілька разів зіткнулися, і одна сторона не могла остаточно перемогти іншу.
Тим часом на Юкатані іцаї були вигнані з Чичена кокомами Маяпану, що розірвало альянс, установлений між цими королівствами та Ушмалем. Ця конфедерація відома як Ліга Маяпан. Після розпаду півострів виявився втягнутим у низку воєн між сусідніми державами, які змагалися за політичний контроль над регіоном. Саме таку панораму побачили іспанці після прибуття в Мезоамерику в 1517 році.

## Ацтеки
Ацтеки використовували математику як першу інстанцію в торгівлі, оскільки вона була важливою частиною їхнього життя, їхня економіка значною мірою залежала від сільського господарства та посівів. Хоча їхня торгівля базується на бартері, інші типи еквівалентів також використовувалися для здійснення операцій, і для цього вони використовували насіння какао як основну валюту, корисну для здійснення комерційних операцій, і не тільки це, але також, вони використовували інші види еквівалентів насіння какао. Кватлі, велика бавовняна тканина, була еквівалентна приблизно 300 какао-бобам, і з іншого боку, вони також використовували дітей ацтеків як валюту, оскільки їх продавали як рабів і навіть для жертвоприношень богам, маючи приблизний еквівалент 600 какао-боби (Acosmin, 29 листопада 2016 р.).
Після завоювання великого Теночтітлану мексиканці, які перебували під іспанським ярмом, повинні були сплачувати податки, отримані від земель, які вони обробляли, і для цього мексиканці використовували власну форму арифметики, яка включає малюнки сердець, рук і стріл як альтернатива дробам, оскільки вони не використовували десяткові знаки, а радше систему, схожу на англійську [ii] (E=mc2, 7 квітня 2008).
Завдяки впровадженню дробів вони змогли з високою точністю визначати ділянки нерівного та/або рельєфу місцевості. Ацтеки використовували тлалкуахуітль як одиницю для вимірювання відстані, яка була еквівалентна 2,5 м. Щоб виміряти ділянку землі, вони використовували систему поряд для чотирикутників; у шестикутниках і п'ятикутниках алгоритм, у якому протилежні сторони були взяті та усереднені, щоб пізніше помножити отримане на одну з інших сторін. Для більш складних ділянок вони розділили чотирикутники на два трикутники та використовували правило помноження основи на висоту на два для визначення площі. Нарешті, використання необробленої декомпозиції областей. [iii] (E=mc2, 7 квітня 2008 р.).

## Майя
Культура майя розробила вігезимальну систему числення, яка широко використовувалася в сільському господарстві, оскільки вони пов'язували її зі стадіями місяця, і з її допомогою вони могли виконувати основні операції, такі як додавання та множення. Щоб швидше виконувати ці операції, вони створили рахівницю, що складається з сітки, зробленої за допомогою стрижнів, або шляхом малювання прямо на землі, використовуючи каміння або насіння для представлення чисел. Цей інструмент назвали Nepohualtzintzin [iv]. (Лара Гонсалес, Еверардо; Сгреччіа, Наталія, 2010)
Nepohualtzinzin базується на числі 13, оскільки людське тіло має 13 основних суглобів, на додаток до представлення висхідного вертикального виміру людської істоти до вищої енергії, чисельно об'єднання чисел від 1 до 13 представлено як результат.
1+2+3+4+5+6+7+8+9+10+11+12+13=91
1. 91 — це представлення днів розділення кожної пори року.
2. Поєднання 91 з 2 показує розширення кукурудзи, 182.
3. Поєднання 91 із 3 показує процес народження людини, як насіння в утробі матері.
4. Поєднання 91 з 4 показує обчислення або місячний рік
Їх роботу порівнюють із сучасними рахівницями, оскільки вони працюють за таким же принципом.
Майя привернули увагу світу своїми помітними характеристиками та внеском у математику, серед яких ми можемо виділити:
Вони створили нуль:
Нуль насправді є основним інструментом, який значно полегшує розуміння всесвіту чисел, оскільки він базується на чудовому розумінні представлення комплексних чисел. Слід зазначити, що лише двом культурам вдалося розвинути абстракцію нуля: майя та індуїзму.
Майя використовували лише 3 знаки для позначення будь-якого числа, яке тільки можна уявити. Ці знаки: крапка (.), тире (----) і нуль, які були представлені різними малюнками, відповідно до важливості документа, в якому вони використовувалися. Найпоширенішим було використання фігури равлика.
Тільки за допомогою цих трьох знаків майя могли виконувати операції додавання, віднімання, множення, ділення, квадратного і кубічного кореня. (Magaña, 1990)
Стародавні майя використовували математику для підтримки багатьох видів діяльності у своєму повсякденному житті, від ринкових операцій до передбачення затемнень і складних календарних розрахунків. Математика майя є вігезимальною, що означає, що замість рахунку десятками, математика майя вважає двадцять. Не так давно традиційні жителі Юкатану все ще використовували насіння, палички та мушлі для розрахунків. (Americano, 2023)

## Кінець доіспанської Мексики
Завоювання Мексики-Теночтітлана іспанцями, яке відбулося в 1521 році, зазвичай сприймається як закінчення доколумбової ери Мексики. Однак необхідно підкреслити, що завоювання і підкорення Іспанії не відбулося одночасно для всіх народів. Регіон Оахака потрапив під контроль Іспанії лише в 1560-х роках. Останній оплот опору майя в Таясалі не здався до 1697 року.